# Liste der Biografien/Lac
Liste der Biografien |
Portal Biografien |
Personensuche
# |
A |
B |
C |
D |
E |
F |
G |
H |
I |
J |
K |
L |
M |
N |
O |
P |
Q |
R |
S |
T |
U |
V |
W |
X |
Y |
Z |
?
 
La |
Lb |
Lc |
Le |
Lg |
Lh |
Li |
Lj |
Ll |
Lm |
Lo |
Lp |
Lt |
Lu |
Lv |
Lw |
Lx |
Ly |
Lz
 
Laa |
Lab |
Lac |
Lad |
Lae–Lah |
Lai |
Laj |
Lak |
Lal |
Lam |
Lan |
Lao |
Lap |
Laq |
Lar |
Las |
Lat |
Lau |
Lav |
Law |
Lax |
Lay |
Laz
Die Liste der Biografien führt alle Personen auf, die in der deutschsprachigen Wikipedia einen Artikel haben. Dieses ist eine Teilliste mit 575 Einträgen von Personen, deren Namen mit den Buchstaben „Lac“ beginnt.

## Lac

### Laca
- Lacadena, Juan Ramón (* 1934), spanischer Botaniker
- Lacaille, Nicolas-Louis de (1713–1762), französischer Astronom, Namensgeber von Sternbildern
- Lacaille, Xavier (* 1981), französischer Schauspieler und Drehbuchautor
- Lacal, Francisco Esteban (1888–1936), spanischer Oblate der Makellosen Jungfrau Maria, Märtyrer
- Lacalle Herrera, Luis Alberto (* 1941), uruguayischer Politiker, Staatspräsident
- Lacalle Pou, Luis Alberto (* 1973), uruguayischer Politiker
- Lacalle, José María (1859–1937), spanischer Komponist
- Lacambra, Blanca (* 1965), spanische Sprinterin
- LaCamera, Paul J. (* 1963), US-amerikanischer Offizier, General der US-Army
- Lacamoire, Diego (* 1998), argentinischer Mittelstreckenläufer
- Lacan, Jacques (1901–1981), französischer Psychoanalytiker und AutorJacques Lacan (1901–1981)

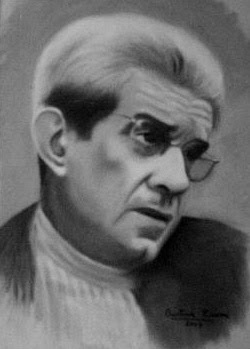
Jacques Lacan (1901–1981)

- Lacant, Stephan (* 1972), deutscher Filmregisseur und Drehbuchautor
- Lacão, Jorge (* 1954), portugiesischer Politiker (PS), Abgeordneter, Staatssekretär und Minister
- LaCapra, Dominick (* 1939), US-amerikanischer Historiker
- Lacarrière, Jacques (1906–2005), französischer Eishockeyspieler und Sportfunktionär
- Lacarrière, Jacques (1925–2005), französischer Schriftsteller
- Lacarte Muró, Julio (1918–2016), uruguayischer Diplomat und Politiker
- Lacasa, Aurora (* 1947), deutsche Schlagersängerin
- Lacasa, Dominique (* 1976), deutsche Sängerin und SchauspielerinDominique Lacasa (* 1976)

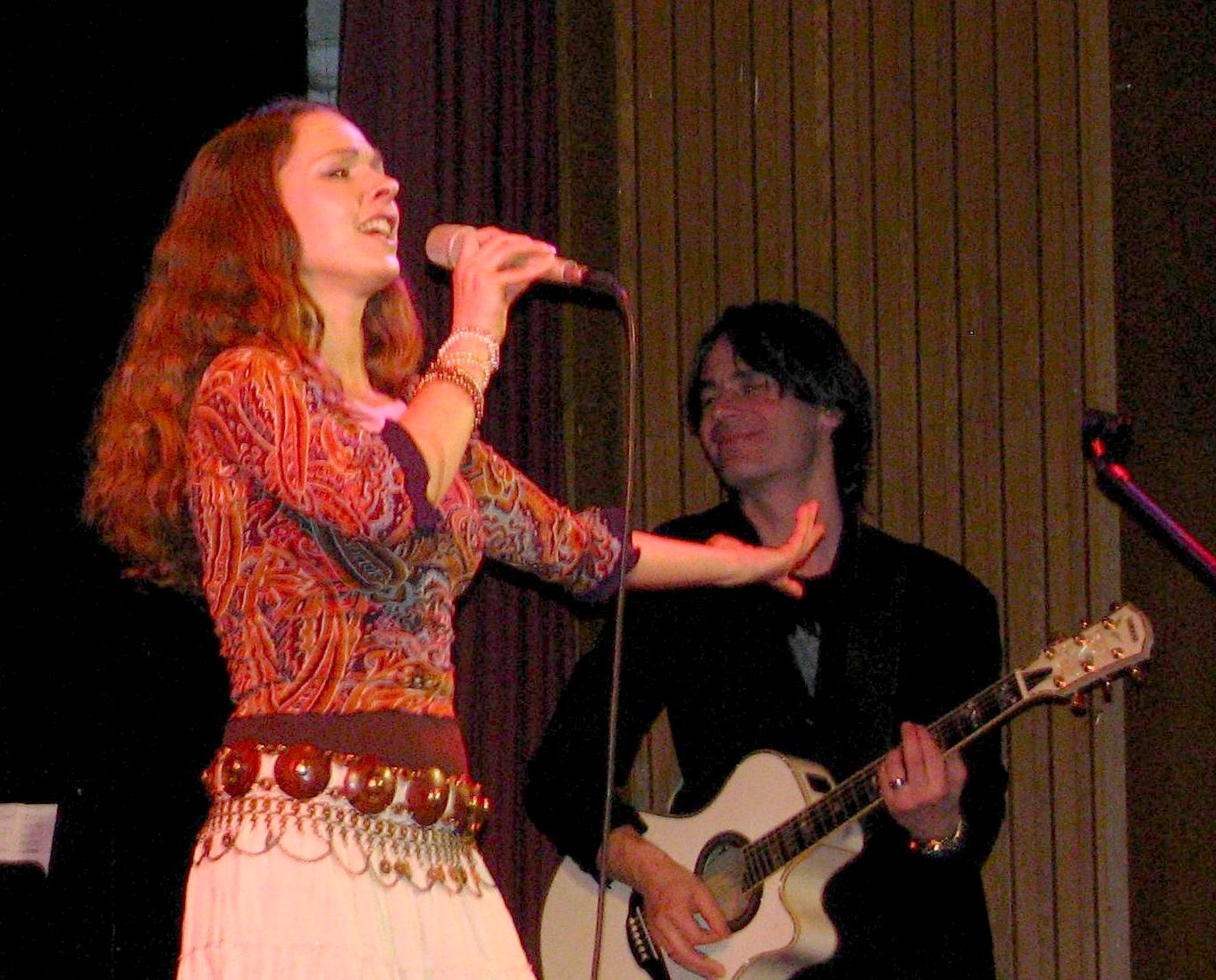
Dominique Lacasa (* 1976)

- Lacasia, Bernardo (1905–1952), chilenischer Jazzmusiker
- Lacassagne, Alexandre (1843–1924), französischer Arzt und Kriminologe
- Lacassagne, Jean (1886–1960), französischer Arzt und Argotologe
- Lacasse, Cloé (* 1993), kanadisch-isländische Fußballspielerin
- Lacasse, Florent (* 1981), französischer Leichtathlet
- Lacasse, Geneviève (* 1989), kanadische Eishockeytorhüterin
- Lacasse, Josée (* 1963), kanadische Skirennläuferin
- Lacasse, Raphaëlle (* 2000), kanadische Tennisspielerin
- Lacasse, Suzanne (* 1948), kanadische Bauingenieurin der Geotechnik
- Lacassie, Florian (* 1990), französischer Volleyballspieler
- Lacassin, Francis (1931–2008), französischer Journalist, Schriftsteller und Drehbuchautor
- Lacaste, Bertrand (1897–1994), französischer Bischof von Oran
- Lacaton, Anne (* 1955), französische Architektin und HochschullehrerinAnne Lacaton (* 1955)

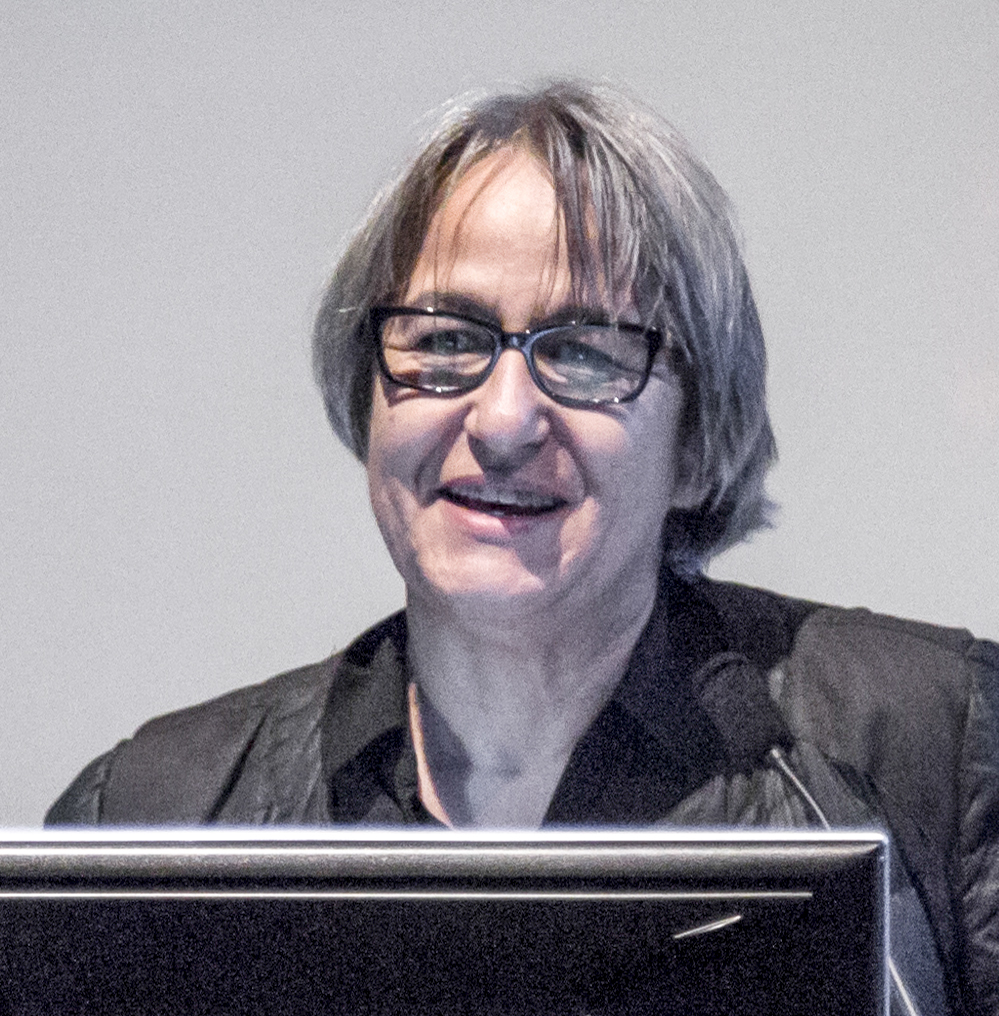
Anne Lacaton (* 1955)

- Lăcătuș, Marius (* 1964), rumänischer Fußballspieler und -trainer
- Lacaud, Dominique (* 1952), französischer Autorennfahrer
- Lacaud, Julio, französischer Fußballspieler
- Lacaussade, Auguste (1815–1897), französischer Schriftsteller
- Lacay, José (1947–2016), dominikanischer Sänger
- Lacayo Sacasa, Benjamín (1893–1959), Präsident von Nicaragua (26. Mai – 15. August 1947)
- LaCaze, Joey (1971–2013), US-amerikanischer Sludge-Schlagzeuger und Post-Industrial-Musiker
- Lacaze, Lucien (1860–1955), französischer Admiral und Politiker
- Lacaze, René Sim (1901–2000), französischer Schmuckdesigner
- Lacaze, Sophie (* 1963), französische Komponistin
- Lacaze-Duthiers, Félix Joseph Henri de (1821–1901), französischer Physiologe und Zoologe
- Lacazette, deutscher Rapper
- Lacazette, Alexandre (* 1991), französischer Fußballspieler
- Lacazette, Romuald (* 1994), französischer Fußballspieler
- LaCazio, Anna (* 1962), US-amerikanische SängerinAnna LaCazio (* 1962)

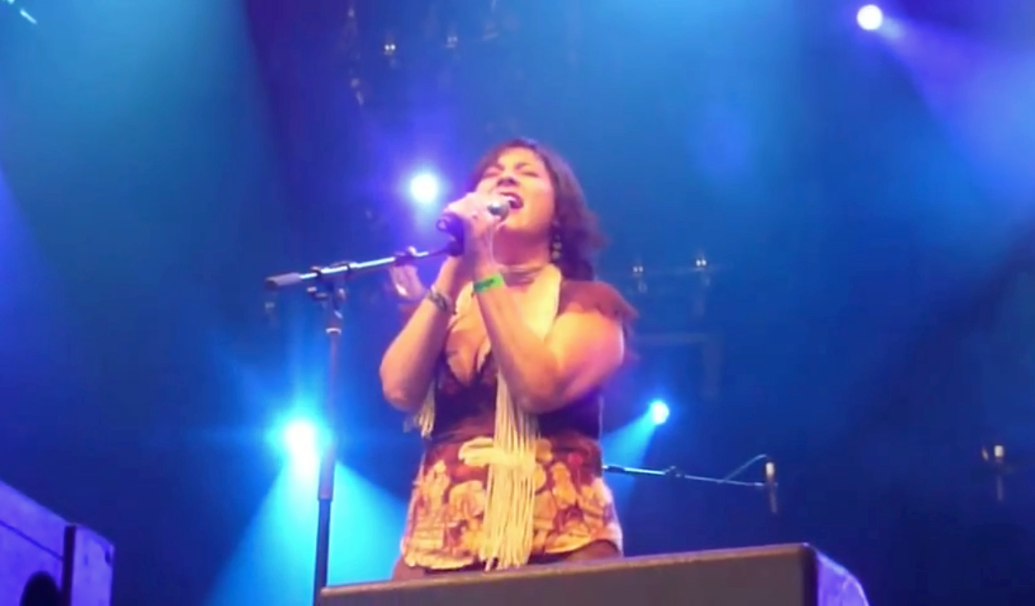
Anna LaCazio (* 1962)

### Lacc
- Laccarrau, François, französischer Autorennfahrer
- Laccataris, Demeter (1798–1864), österreichisch-ungarischer Porträtmaler
- Lacchini, Giovanni (1884–1967), italienischer Astronom
- Lacchio, Secondino Petronio (1901–1976), italienischer Ordensgeistlicher, Erzbischof von Changsha

### Lace
- Lāce, Agnese (* 1987), lettische Politikerin
- Lāce, Renāte (1943–1967), sowjetisch-lettische Sprinterin und Weitspringerin
- Lacedelli, Antonio (* 1965), italienischer Skispringer
- Lacedelli, Francesco (1796–1886), italienischer Bergsteiger
- Lacedelli, Giulia (* 1971), italienische Curlerin
- Lacedelli, Lino (1925–2009), italienischer Bergsteiger
- Lacedelli, Roberto (1919–1983), italienischer Skisportler
- Lacen, Medhi (* 1984), algerischer Fußballspieler
- Lačen, Nataša (* 1971), slowenische Skilangläuferin
- Lacenaire, Pierre-François (1803–1836), französischer Dichter, Verbrecher und MörderPierre-François Lacenaire (1803–1836)

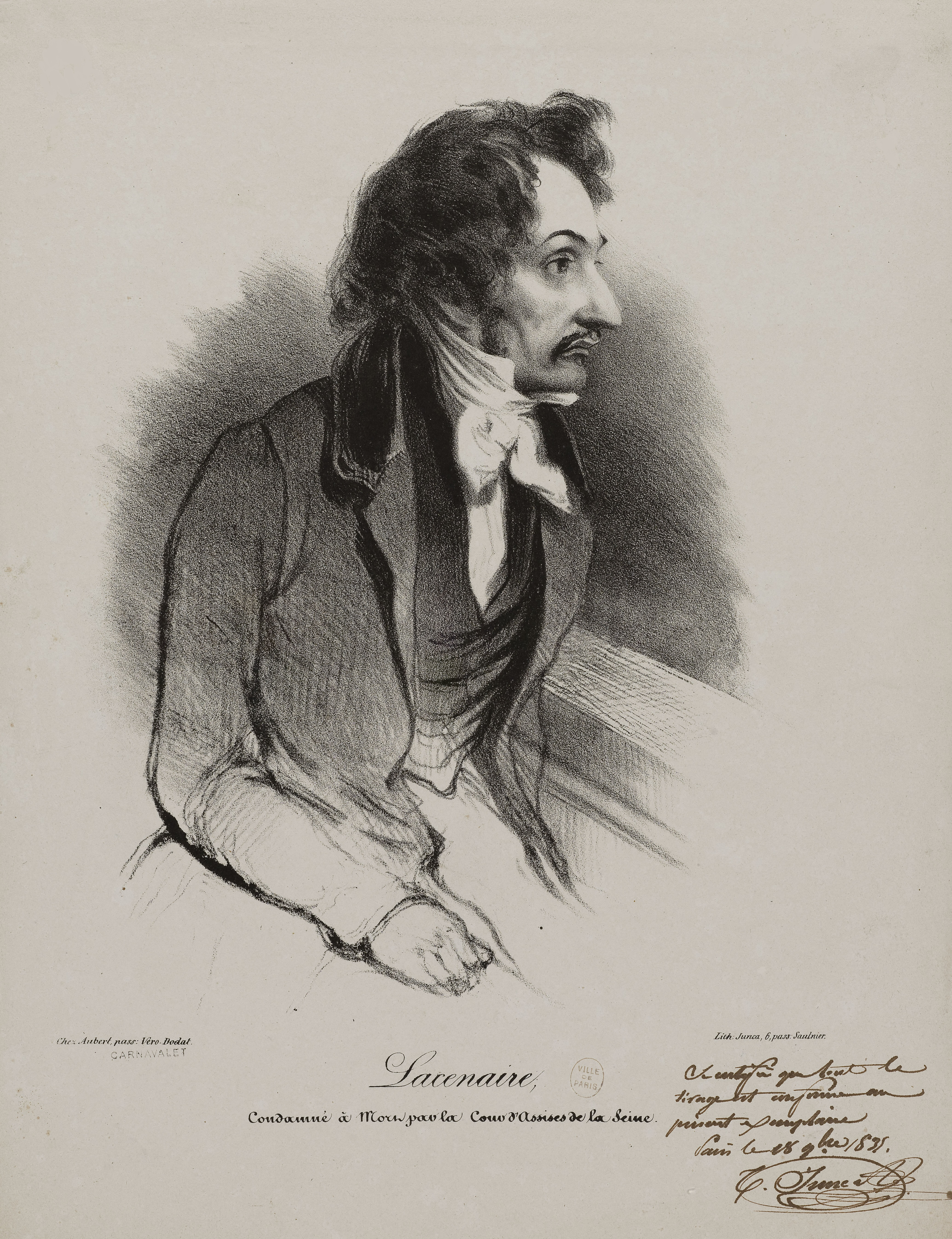
Pierre-François Lacenaire (1803–1836)

- LaCentra, Peg (1910–1996), US-amerikanische Sängerin und Schauspielerin
- Lacépède, Bernard Germain (1756–1825), französischer Naturforscher, Opernkomponist und erster Großkanzler der Ehrenlegion
- Lacerda Maia, Alfredo de († 1887), portugiesischer Gouverneur von Portugiesisch-Timor
- Lacerda Pereira, Heloiza (* 1990), brasilianische Volleyballspielerin
- Lacerda, Alberto de (1928–2007), portugiesischer Dichter, Hochschullehrer, Kunstsammler, Kunstkritiker, Exzentriker
- Lacerda, Armando de (1902–1984), portugiesischer Germanist, Romanist und Phonetiker
- Lacerda, Bernarda Ferreira de (* 1596), portugiesische Gelehrte, Lyrikerin und Theaterautorin
- Lacerda, Carlos (1914–1977), brasilianischer Politiker, Journalist und Schriftsteller
- Lacerda, Francisco de (1869–1934), portugiesischer Komponist und Dirigent
- Lacerda, Jonathan (* 1987), uruguayischer Fußballspieler
- Lacerda, Marcelo (* 1990), uruguayischer Fußballspieler
- Lacerda, Osvaldo (1927–2011), brasilianischer Komponist und Musikpädagoge
- Lacerda, Otacílio Ferreira de (* 1960), brasilianischer Geistlicher und römisch-katholischer Bischof von Guanhães
- Lacerenza, Michele (1922–1989), italienischer Trompeter und Filmkomponist
- Lacey, Alfred T. (1821–1878), US-amerikanischer Politiker
- Lacey, Bill (1889–1969), irischer Fußballspieler
- Lacey, Catherine (1904–1979), britische Schauspielerin in Theater, Film und Fernsehen
- Lacey, Catherine (* 1985), US-amerikanische Schriftstellerin
- Lacey, Deborah, US-amerikanische Schauspielerin
- Lacey, Dermot, irischer Politiker
- Lacey, Edward S. (1835–1916), US-amerikanischer Politiker
- Lacey, Eileen A. (* 1961), US-amerikanische Mammalogin und Verhaltensökologin
- Lacey, Howard Elton (1937–2013), US-amerikanischer Mathematiker
- Lacey, Jack (1911–1965), US-amerikanischer Jazz-Posaunist
- Lacey, Jesse (* 1978), US-amerikanischer Musiker (Sänger, Gitarrist, Pianist)Jesse Lacey (* 1978)

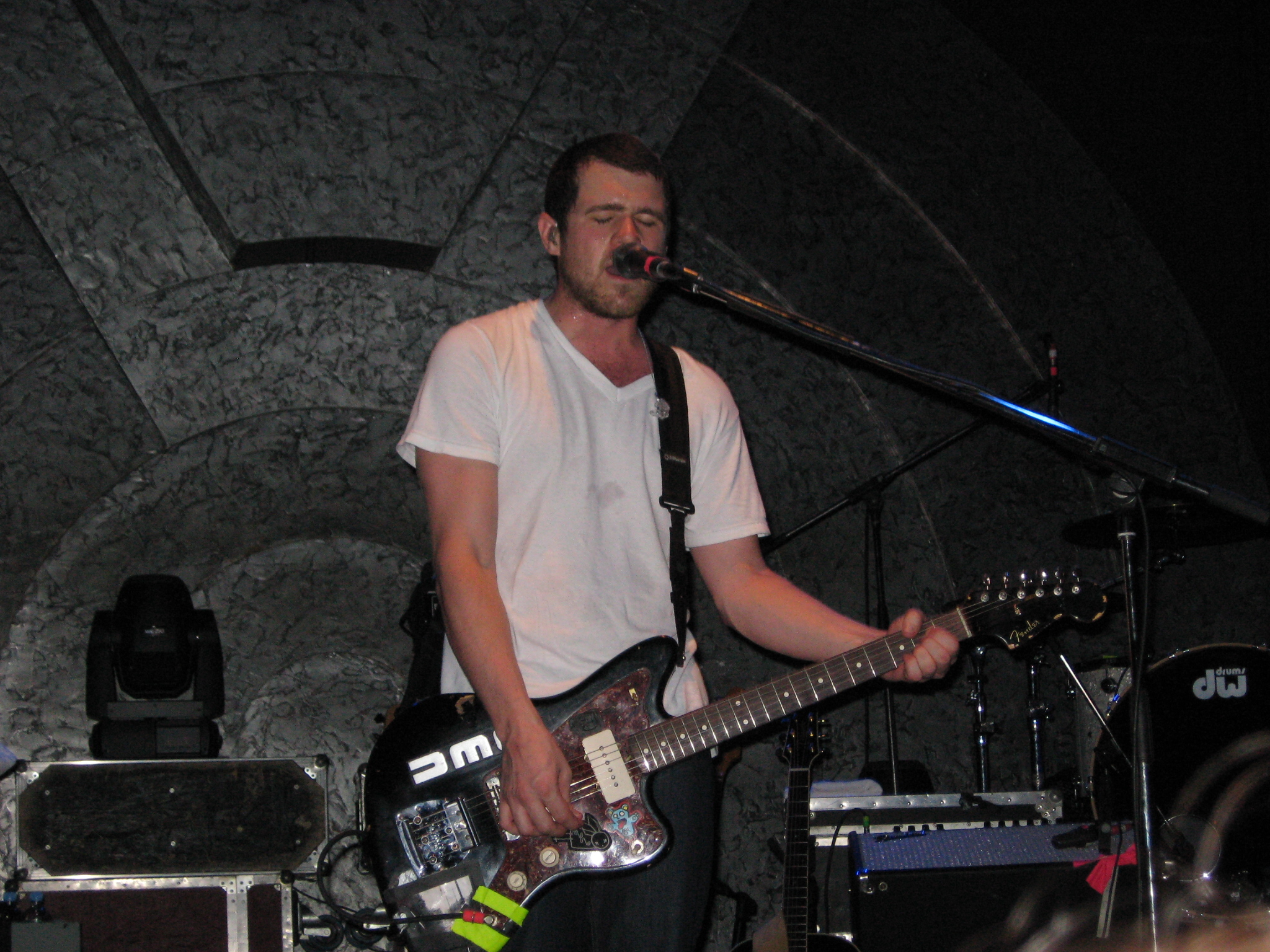
Jesse Lacey (* 1978)

- Lacey, John F. (1841–1913), US-amerikanischer Politiker
- Lacey, Josh (* 1968), britischer Kinderbuchautor
- Lacey, Martin Jr. (* 1977), englischer Dompteur und Tierlehrer
- Lacey, Michael T. (* 1959), US-amerikanischer Mathematiker
- Lacey, Pearse (1916–2014), kanadischer Geistlicher, römisch-katholischer Bischof
- Lacey, Robert (* 1944), britischer Historiker und Biograf
- Lacey, Ronald (1935–1991), britischer Film- und TheaterschauspielerRonald Lacey (1935–1991)

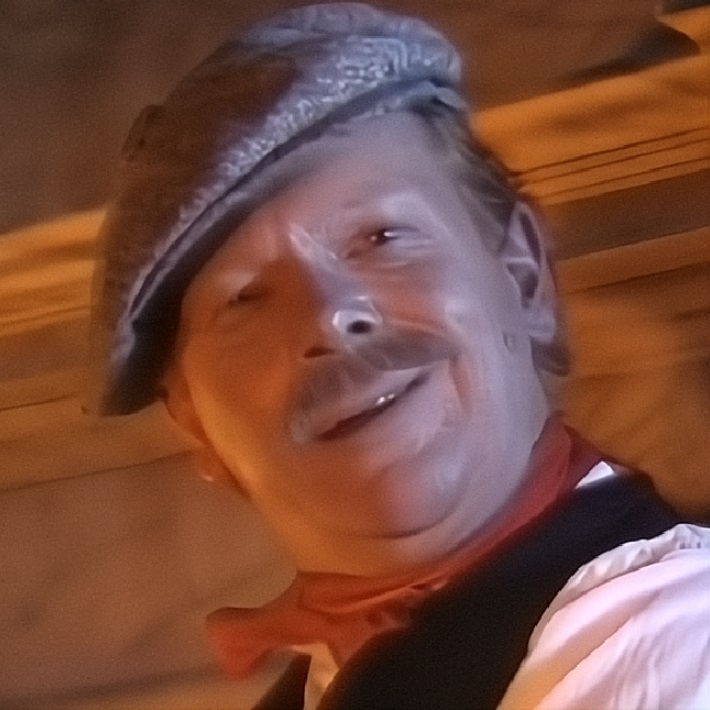
Ronald Lacey (1935–1991)

- Lacey, Thomas, australischer Schauspieler
- Lacey, Tiff (* 1965), britische Singer-Songwriterin
- Lacey-Krone, Jana Mandana (* 1979), Schweizer Tierlehrerin und Juniorchefin des Circus Krone

### Lach
- Lach, Alice (1893–1969), österreichische Schauspielerin
- Lach, Andreas (1817–1882), österreichischer Blumen- und Stilllebenmaler
- Lach, Elmer (1918–2015), kanadischer Eishockeyspieler
- Lach, Franz (1887–1948), österreichischer Rechtsanwalt und Politiker (CSP, ÖVP), Abgeordneter zum Nationalrat
- Lach, Frederik (* 1997), deutscher Fußballspieler
- Lach, Fritz (1868–1933), österreichischer Maler und Grafiker
- Lach, Günter (1954–2021), deutscher Politiker (CDU), MdB
- Lach, Lukas (* 1993), österreichischer Songwriter und Musikproduzent
- Lach, Marta (* 1997), polnische Radsportlerin
- Lach, Milan (* 1973), slowakischer Ordensgeistlicher und römisch-katholischer Weihbischof in Bratislava
- Lach, Robert (1874–1958), österreichischer Musikwissenschaftler
- Lach, Walter Robert (1901–1971), österreichischer Kameramann
- Lachaab, Younes (* 2005), französisch-algerischer Fußballspieler
- Lachaise, François d’Aix de (1624–1709), JesuitFrançois d’Aix de Lachaise (1624–1709)

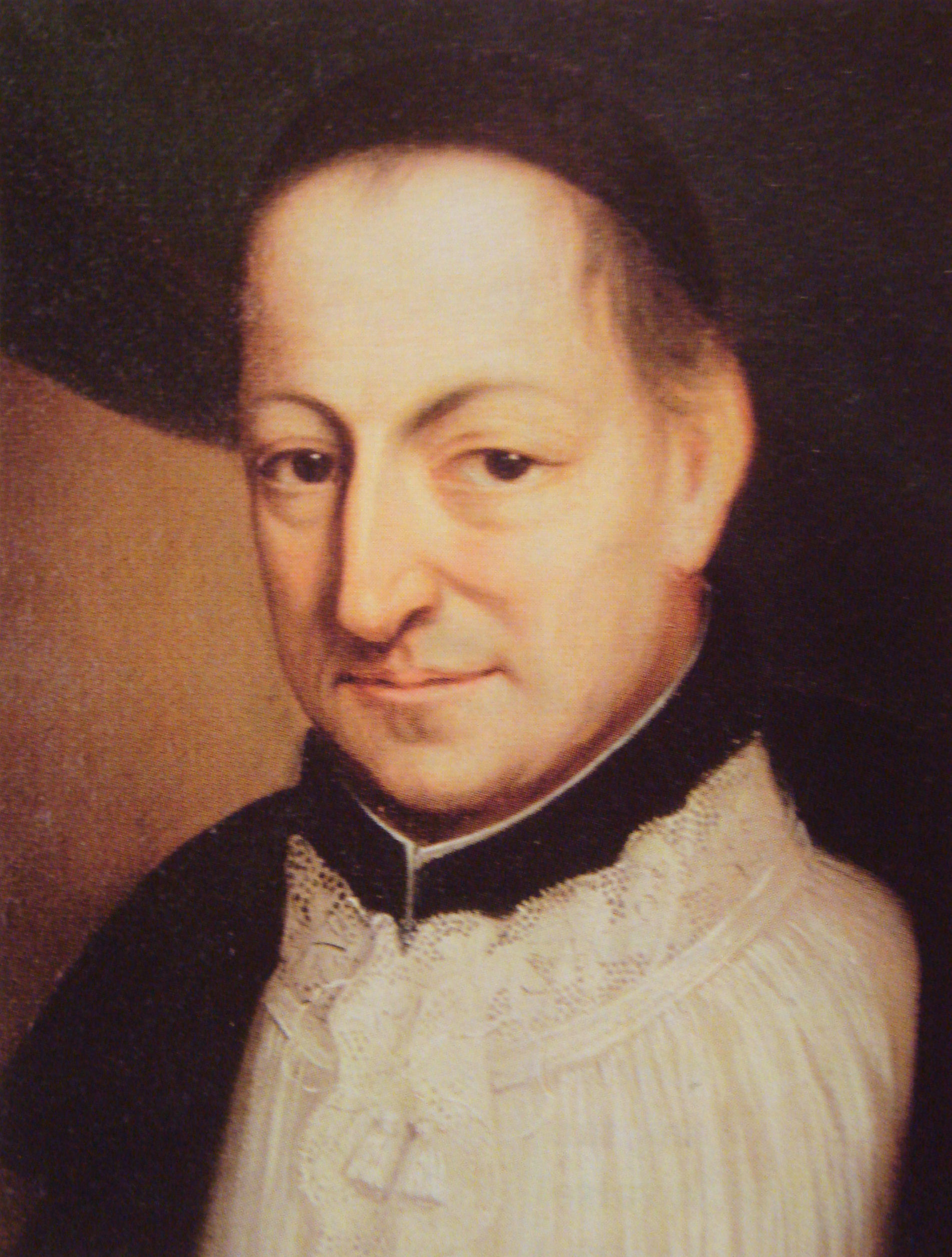
François d’Aix de Lachaise (1624–1709)

- Lachaise, Gaston (1882–1935), französisch-US-amerikanischer Bildhauer
- Lachaman, Bernhart der Ältere († 1517), Glockengießer
- Lachaman, Bernhart der Jüngere († 1523), Glockengießer
- Lachaman, Jerg Bernhart († 1524), Glockengießer
- Lachambeaudie, Pierre (1806–1872), französischer Fabeldichter
- Lachambre, Henri (1846–1904), französischer Luftfahrtpionier und Hersteller von Wasserstoffballonen
- Lachance, Scott (* 1972), US-amerikanischer Eishockeyspieler
- LaChapelle, David (* 1963), US-amerikanischer Fotograf
- LaChapelle, Dolores (1926–2007), US-amerikanische Tiefenökologin
- Lachapelle, Émile (1905–1988), Schweizer Ruderer und Segler
- Lachapelle, Guy (1931–2008), kanadischer Perkussionist, Komponist und Musikpädagoge
- Lachapelle, Marie-Louise (1769–1821), französische Hebamme
- Lachares, Tyrann von Athen
- Lacharité, Sylvio (1914–1983), kanadischer Dirigent und Komponist
- Lacharme, François (1817–1887), französischer Rosenzüchter
- Lacharnay, Émile (1888–1962), französischer Autorennfahrer
- Lachassaigne, Marie-Anne de (1747–1820), französische Bühnenschauspielerin
- Lachat, Cédric (* 1984), Schweizer Sportkletterer
- Lachat, Eugène (1819–1886), römisch-katholischer Bischof
- Lachat, François (* 1942), Schweizer Politiker (CVP)
- Lachat, Georges (1910–1992), französischer Radrennfahrer
- Lachat, Mario (* 1959), Schweizer Herz- und Gefässchirurg
- Lachat, Vincent (* 1961), Schweizer Jazzmusiker
- Lachatte, Anabelle (* 1972), deutsche Schauspielerin
- Lachaud, Bastien (* 1980), französischer Politiker und Mitglied von La France insoumise
- Lachaud, Yvan (* 1954), französischer Politiker, Mitglied der Nationalversammlung
- Lachauer, Cyrill (* 1979), deutscher Bildender Künstler, Fotograf, Filmemacher
- Lachauer, Jan (* 1983), deutscher Animator
- Lachauer, Ulla (* 1951), deutsche Dokumentarfilmerin, Journalistin und Buchautorin
- Lache, Stephan (* 1966), deutscher Handballspieler
- Lacheau, Philippe (* 1980), französischer Schauspieler, Regisseur, Drehbuchautor und FernsehanimatorPhilippe Lacheau (* 1980)

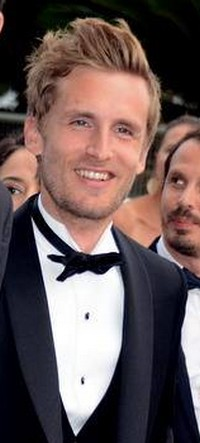
Philippe Lacheau (* 1980)

- Lachel, Joseph Anton (1732–1785), böhmischer Bildhauer des Spätbarocks
- Lächele, Rainer (* 1961), deutscher Historiker
- Lachen Gongpa Rabsel, Gründer des Dentig-Klosters
- Lachen Künga Gyeltshen (1432–1506), Gelehrter der Kadam-Tradition des tibetischen Buddhismus
- Lachen Sönam Lodrö (1332–1362), kaiserlicher Lehrer (dishi)
- Lachenal, Adrien (1849–1918), Schweizer Politiker (FDP)
- Lachenal, François (1918–1997), Schweizer Diplomat und Verleger
- Lachenal, Louis (1921–1955), französischer Alpinist
- Lachenal, Marie (1848–1937), britische Konzertinaspielerin klassischer Musik
- Lachenal, Paul (1884–1955), Schweizer Politiker (FDP) und Jurist
- Lachenal, Werner de (1736–1800), Schweizer Anatom und Botaniker
- Lachenauer, Wolfgang (* 1949), deutscher Basketballspieler
- Lachenbauer, Johann Baptist (1741–1799), Bischof von Brünn
- Lachenberger, Hans (1831–1891), deutscher Komponist
- Lachenicht, Susanne (* 1971), deutsche Historikerin und Hochschullehrerin
- Lachenmann, Hans (1927–2016), deutscher evangelischer Theologe und Kirchenrat
- Lachenmann, Helmut (* 1935), deutscher Komponist und KompositionslehrerHelmut Lachenmann (* 1935)

Helmut Lachenmann (* 1935)

- Lachenmann, Philipp (* 1963), deutscher Konzeptkünstler und Kunsthistoriker
- Lachenmayer, Iris (1954–2017), deutsche Eisstocksportlerin
- Lachenmayer, Lutz (1941–2008), deutscher Mediziner und Hochschullehrer
- Lachenmayr, Jens Eloas (* 1972), deutscher Liedermacher und Komponist
- Lachenmayr-Nikolaou, Tanja (* 1972), deutsche Juristin, Richterin am Bundespatentgericht
- Lachenmeier, Michelle (* 1985), Schweizer Politikerin (Grüne)
- Lachenmeier, Rosa (* 1959), Schweizer Malerin und Fotografin
- Lachenmeier-Thüring, Anita (* 1959), Schweizer Politikerin (Grüne)
- Lachenwitz, Siegmund (1820–1868), deutscher Tiermaler der Düsseldorfer Schule und ein Fotograf
- Lacher, Ambrosius († 1540), deutscher Polyhistor und Mathematiker
- Lacher, Blaine (1970–2024), kanadischer Eishockeytorwart
- Lacher, Ernst (1898–1919), stellvertretender Stadtkommandant von Miesbach in Oberbayern
- Lacher, Georg (1809–1882), deutscher Maler
- Lacher, Hans (1912–2003), Schweizer Diplomat und Jurist
- Lacher, Julius (1845–1919), deutscher Jurist
- Lacher, Karl (1850–1908), deutsch-österreichischer Bildhauer und Kunstgewerbler
- Lacher, Lilli (* 2008), deutsche Schauspielerin
- Lacher, Martin (* 1974), deutscher Kinderchirurg
- Lacher, Max (1905–1988), deutscher Maler
- Lacher, Roland (* 1942), deutscher Ingenieur und Unternehmer
- Lacher, Shenja (* 1978), deutscher SchauspielerShenja Lacher (* 1978)

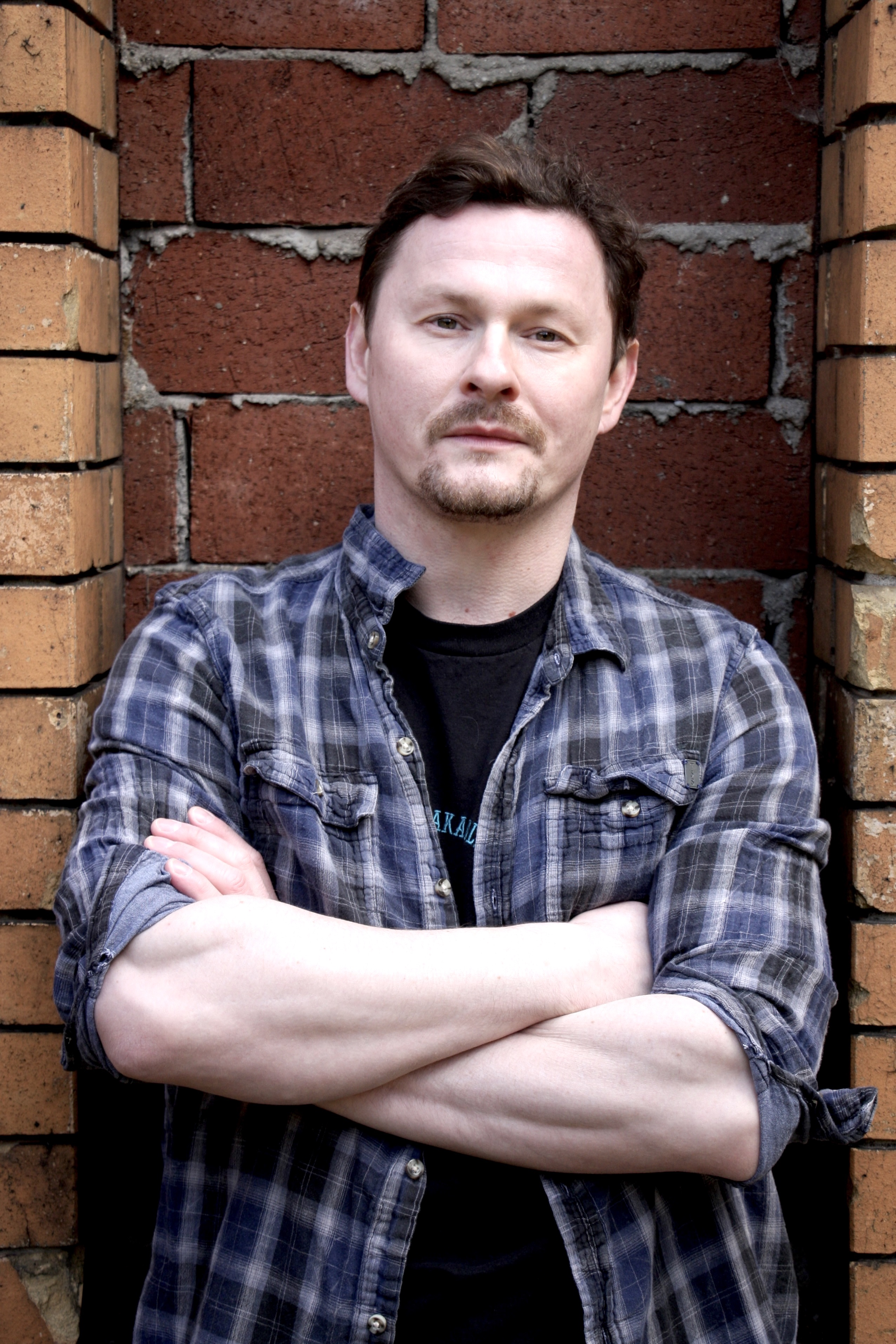
Shenja Lacher (* 1978)

- Lacher, Stefan (* 1977), deutscher Ökonom und Hochschullehrer
- Lacher, Thomas E. Lacher, Jr. (* 1949), US-amerikanischer Ökologe und Mammaloge
- Lacherbauer, Carljörg (1902–1967), deutscher Jurist, Verwaltungsbeamter und Politiker (CSU, BP), MdL
- Lacheroy, Charles (1906–2005), französischer Offizier und Terrorist in der OAS
- Lacherstorfer, Julia (* 1985), österreichische Geigerin, Sängerin, Komponistin und Intendantin
- Lacherstorfer, Marlene (* 1982), österreichische Bassistin, Musik- und Bewegungspädagogin sowie Komponistin
- Lachert, Bohdan (1900–1987), polnischer Architekt und Hochschullehrer
- Lächert, Hildegard (1920–1995), deutsche KZ-AufseherinHildegard Lächert (1920–1995)

Hildegard Lächert (1920–1995)

- Lachert, Piotr (1938–2018), polnischer Komponist, Pianist und Dichter
- Lachertowa, Hanna (1910–1998), polnische Pianistin und Musikpädagogin
- Laches († 418 v. Chr.), athenischer Feldherr im Peloponnesischen Krieg
- Lacheurié, Eugène (1831–1907), französischer Komponist
- Lachewitzer, Christoph, österreichischer Orgelbauer
- Lachey, Nick (* 1973), US-amerikanischer Sänger und Schauspieler
- Lachey, Vanessa (* 1980), US-amerikanische Fernsehmoderatorin und Schauspielerin
- Lachez, Simon († 1723), niederländischer Uhrmacher
- Lachèze, Alain (1928–1986), französischer Fußballspieler
- Lachgar, Ibtissam (* 1975), marokkanische Feministin, Menschenrechts- und LGBT-AktivistinIbtissam Lachgar (* 1975)

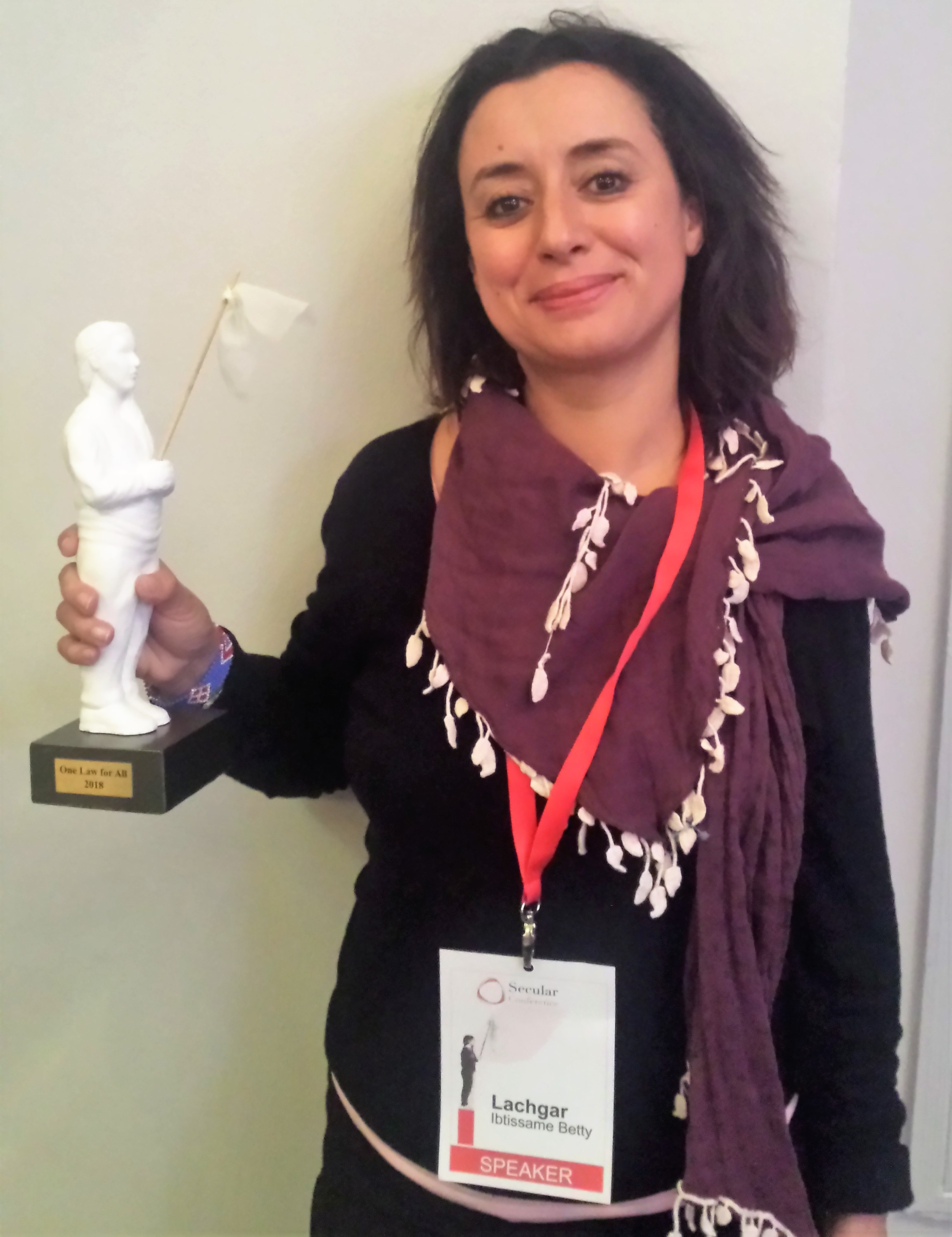
Ibtissam Lachgar (* 1975)

- Lachguer, Zahra (* 1978), marokkanische Hürdenläuferin
- Lachheb, Adli (* 1987), tunesischer Fußballspieler
- Lachinger, Franz (1937–2001), österreichischer Ordensgeistlicher
- Lachini, Fariborz (* 1949), iranischer Musiker
- Lachinova, Adelina (* 2008), lettische Tennisspielerin
- Lachkar, Basma (* 2003), bruneiische Wushu-Athletin
- Lachkovics, Eva (* 1955), österreichische Politikerin (GRÜNE), Landtagsabgeordnete und Gemeinderätin
- Lachkovics, Martin (* 1975), österreichischer Leichtathlet und Bobsportler
- Lachman, Dichen (* 1982), australische Schauspielerin
- Lachman, Edward (* 1948), US-amerikanischer Kameramann
- Lachman, Gary (* 1955), US-amerikanischer Schriftsteller und Rockmusiker
- Lachman, Harry (1886–1975), US-amerikanischer Schauspieler, Designer und Regisseur
- Lachman, Irwin (1930–2025), US-amerikanischer Ingenieur, Miterfinder des Drei-Wege-Katalysators
- Lachmann, Alexander (* 1814), deutscher Lehrer und Autor
- Lachmann, Benedict (1878–1941), deutscher Schriftsteller und Buchhändler
- Lachmann, Burkhard (* 1942), deutscher Pathophysiologe
- Lachmann, Carl (1814–1882), deutscher Gutsbesitzer und Politiker
- Lachmann, Eduard (1891–1966), deutscher Jurist und Schriftsteller
- Lachmann, Ella (* 1870), deutsche Opernsängerin (Sopran)
- Lachmann, Erich (1909–1972), deutscher SS-Scharführer im Vernichtungslager Sobibor
- Lachmann, Ewald (1911–1943), deutscher Fußballspieler
- Lachmann, Ferdinand Heinrich (1770–1848), deutscher Pädagoge
- Lachmann, Friedrich (1800–1828), deutscher Klassischer Philologe
- Lachmann, Friedrich Ludolf (1749–1777), deutscher Prediger und Dichter von geistlichen Liedern
- Lachmann, Georges (1890–1961), französischer Flugpionier sowie land- und forstwirtschaftlicher Unternehmer
- Lachmann, Gerhard (* 1958), deutscher Fußballspieler
- Lachmann, Günther (* 1961), deutscher Journalist und Autor
- Lachmann, Gustav (1896–1966), deutscher Flugzeugkonstrukteur
- Lachmann, Guy Kurt (1906–1987), jüdischer deutsch-französischer Widerstandskämpfer gegen den Nationalsozialismus
- Lachmann, Hans (1909–1981), jüdischer deutsch-französischer Widerstandskämpfer gegen den Nationalsozialismus
- Lachmann, Hans (1920–2006), deutscher Fotograf
- Lachmann, Hedwig (1865–1918), deutsche Schriftstellerin und Übersetzerin
- Lachmann, Heinrich (1797–1872), deutscher Arzt und Biologe
- Lachmann, Isolde (1940–2006), österreichische Schriftstellerin
- Lachmann, Johann (* 1491), lutherischer Theologe und Reformator von Heilbronn
- Lachmann, Johannes (1832–1860), deutscher Agrikulturbotaniker
- Lachmann, Karen (1916–1962), dänische Sportfechterin
- Lachmann, Karl (1793–1851), deutscher PhilologeKarl Lachmann (1793–1851)

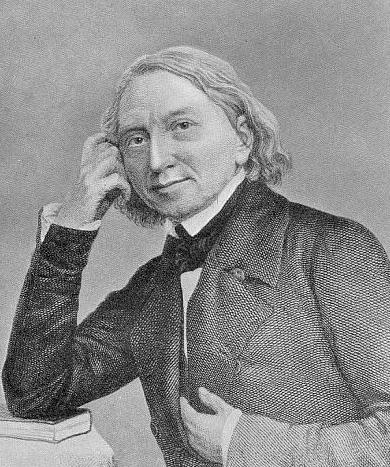
Karl Lachmann (1793–1851)

- Lachmann, Karl (* 1887), deutscher Architekt und Baubeamter
- Lachmann, Karl Friedrich Ferdinand (1817–1881), deutscher Gymnasiallehrer
- Lachmann, Karl Ludolf Friedrich (1756–1823), deutscher Theologe und Pädagoge
- Lachmann, Käthe (* 1971), deutsche Komikerin, Stand-up-Entertainerin und Autorin
- Lachmann, Kim (* 1987), deutscher Straßenradrennfahrer
- Lachmann, Lars (* 1975), deutscher Biologe und Ornithologe
- Lachmann, Ludwig (1906–1990), deutscher Ökonom
- Lachmann, Maik (* 1979), deutscher Wirtschaftswissenschaftler und Hochschullehrer
- Lachmann, Malte C. (* 1989), deutscher Theaterregisseur
- Lachmann, Marcus (1956–2025), deutscher Schauspieler, Szenenbildner, Regisseur und Theaterpädagoge
- Lachmann, Marion (* 1952), deutsche Kanutin
- Lachmann, Peter (* 1935), deutsch-polnischer Autor
- Lachmann, Rainer (1940–2025), deutscher Theologe
- Lachmann, Renate (* 1936), deutsche Slavistin, Literaturtheoretikerin und Hochschullehrerin
- Lachmann, Richard (1885–1916), deutscher Geologe
- Lachmann, Robert (1892–1939), deutscher Musikethnologe, Bibliothekar und Orientalist
- Lachmann, Steffen (1962–2021), deutscher Fußballspieler
- Lachmann, Theodor (1835–1918), deutscher Arzt, Volkskundler und Heimatforscher
- Lachmann, Thomas (* 1967), deutscher Psychologe und Hochschullehrer
- Lachmann, Vera (1904–1985), deutsch-amerikanische Philologin und Lyrikerin
- Lachmann, Volkmar (1921–1945), deutscher Schriftsteller
- Lachmann, Werner (* 1941), deutscher Wirtschaftswissenschaftler
- Lachmann, Wilhelm (1801–1861), deutscher Arzt, Naturforscher und Gründer des braunschweigischen Blindeninstituts
- Lachmann-Mosse, Hans (1885–1944), deutscher Verleger des Berliner Tageblatt
- Lachmayer, Friedrich (* 1943), österreichischer Rechtswissenschaftler
- Lachmayer, Herbert (* 1948), österreichischer Kurator
- Lachmayer, Konrad (* 1978), österreichischer Rechtswissenschaftler
- Lachmayer, Otto (1896–1988), österreichischer Oberlandesgerichtspräsident
- Lachmayr, Johann (1850–1915), österreichischer Orgelbauer
- Lachmayr, Malachias (1606–1688), Abt des Klosters Raitenhaslach
- Lachmayr, Patrick (* 1989), österreichischer Fußballspieler
- Lachmon, Jagernath (1916–2001), surinamischer Politiker
- Lachmund, Friedrich (1886–1963), deutscher Richter und Parlamentarier
- Lachmund, Fritz (1911–1997), deutscher Autor, Heimatforscher und Sammler historischer Hamburger Bilddokumente
- Lachmund, Hans (1892–1972), deutscher Jurist, Politiker und Widerstandskämpfer gegen den Nationalsozialismus
- Lachmund, Heinrich (1875–1952), deutscher lutherischer Pfarrer
- Lachmund, Margarethe (1896–1985), deutsche Quäker-Mitarbeiterin, Widerstandskämpferin und Friedensaktivistin
- Lachner Sandoval, Vicente (1868–1947), costa-ricanischer Biologe, Arzt und Pädagoge
- Lachner, Ferdinand (1856–1910), tschechischer Geiger und Musikpädagoge
- Lachner, Franz (1803–1890), deutscher Komponist und DirigentFranz Lachner (1803–1890)

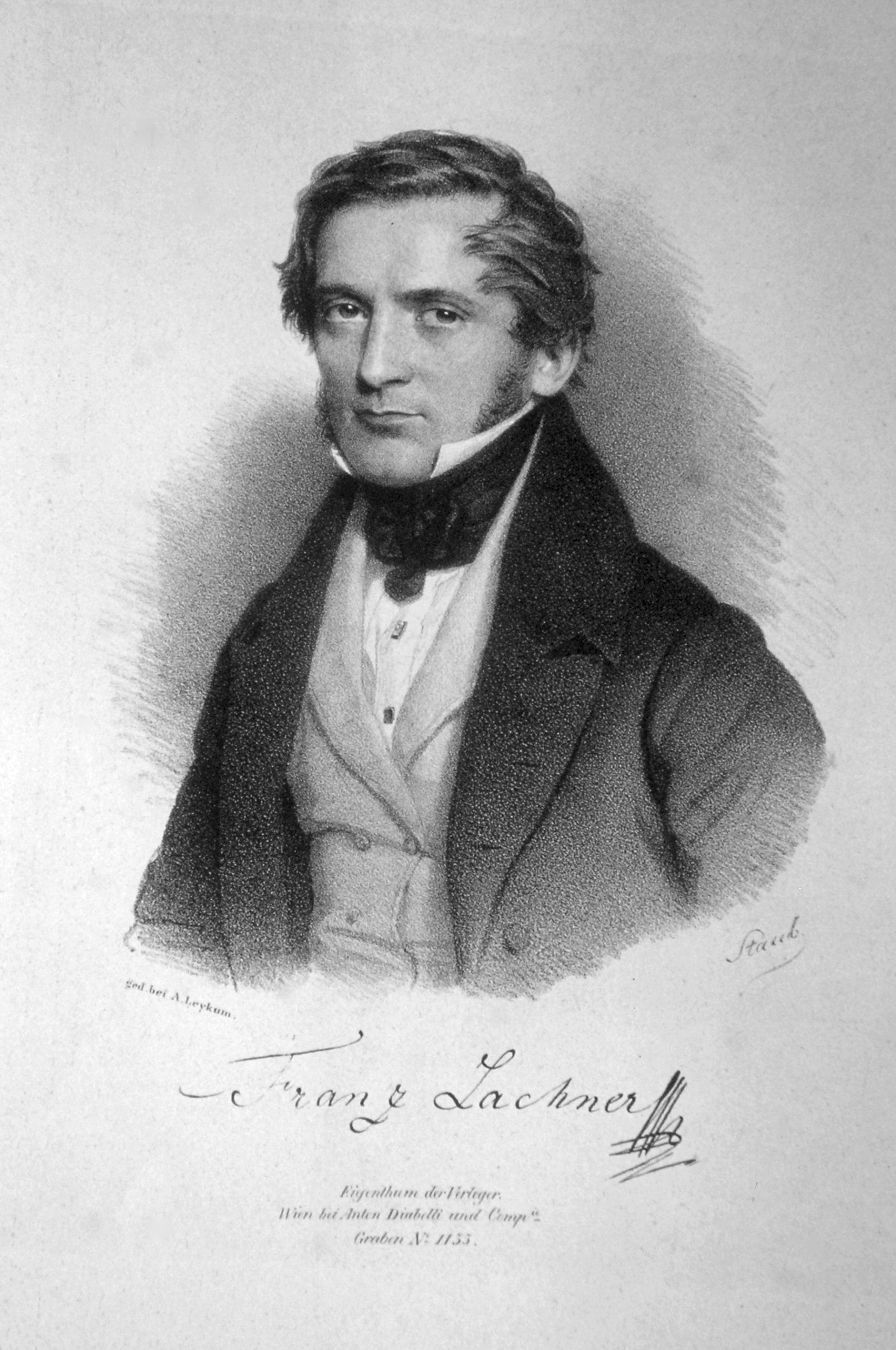
Franz Lachner (1803–1890)

- Lachner, Ignaz (1807–1895), deutscher Komponist und Dirigent
- Lachner, Karl (1841–1926), deutscher Bauwissenschaftler, Ingenieur, Kunstgewerbler, Schulleiter Schul- und Regierungsrat sowie Sachbuchautor
- Lachner, Kurt (* 1904), deutscher NDPD-Funktionär
- Lachner, Ludwig (1910–2003), deutscher Fußballspieler und -trainer
- Lachner, Raimund (* 1955), deutscher römisch-katholischer Theologe
- Lachner, Theodor (1795–1877), deutscher Organist
- Lachner, Vinzenz (1811–1893), deutscher Komponist und Dirigent
- Lachner, Wolfgang († 1518), bedeutender Buchhändler und Verleger in Basel
- Lachnit, Edwin (* 1950), österreichischer Kunsthistoriker
- Lachnit, Johanna (1914–2011), österreichische Ärztin und Stadtphysikus in Wien
- Lachnit, Ludovit Václav (1746–1820), tschechischer Komponist
- Lachnit, Max (1900–1972), deutscher Architekt und Bildhauer
- Lachnit, Wilhelm (1899–1962), deutscher Maler, Grafiker und Monotypist
- Lachotta, Chris (1959–2016), deutscher Kontrabassist
- Lachout, Emil (* 1928), österreichischer Rechtsextremist und Holocaustleugner
- Lachovicz, Dionisio (* 1946), ukrainischer griechisch-katholischer Ordensgeistlicher, Apostolischer Exarch von Italien
- Lachowa, Jekaterina Filippowna (* 1948), sowjetische bzw. russische Kinderärztin und Politikerin
- Lachowicz, Robert (* 1990), britischer Eishockeyspieler
- Lachowski, Arnold Borissowitsch (1880–1937), russischer Maler
- Lachowski, Francisco (* 1991), brasilianisches ModelFrancisco Lachowski (* 1991)

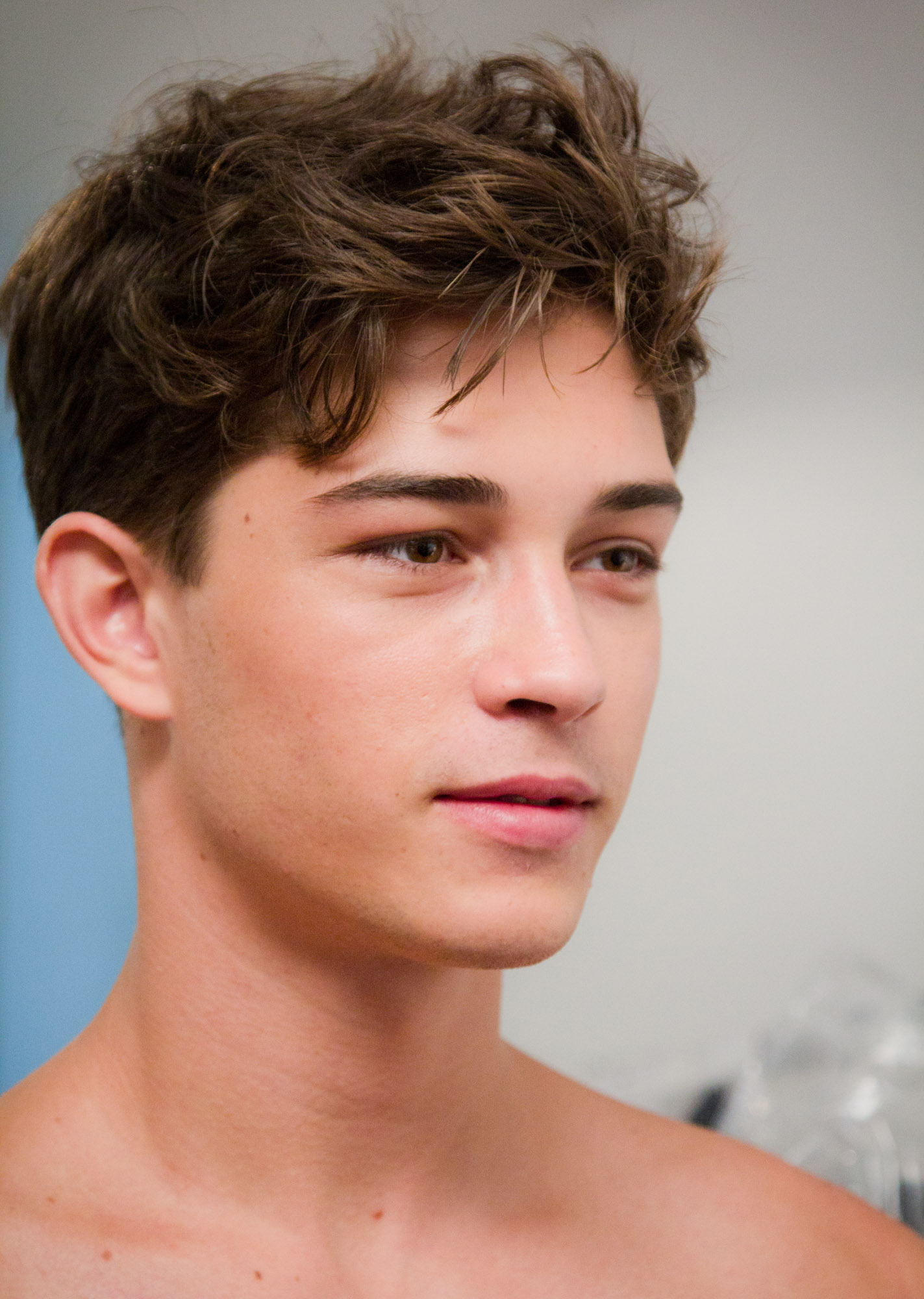
Francisco Lachowski (* 1991)

- Lachs, Christine Dorothea (* 1672), deutsche Dichterin und Librettistin
- Lachs, Ernst (* 1904), österreichischer Kontrollamtsdirektor in Wien
- Lachs, Manfred (1914–1993), polnischer Diplomat und Rechtswissenschaftler
- Lachs, Minna (1907–1993), österreichische Germanistin, Pädagogin und Schriftstellerin
- Lachuer, Henri (1907–1958), französischer Autorennfahrer

### Laci
- Laçi, Qazim (* 1996), albanisch-griechischer Fußballspieler
- Laci, Žiga (* 2002), slowenischer Fußballspieler
- Łaciak, Antoni (1939–1989), polnischer Skispringer
- Laciar, Santos Benigno (* 1959), argentinischer Boxer im Superfliegen- und Fliegengewicht
- Laciga, Martin (1975–2023), Schweizer Beachvolleyballspieler
- Laciga, Paul (* 1970), Schweizer Beachvolleyball-Spieler
- Lacin, Ali (* 1988), deutscher Behindertensportler
- Laçin, Berna (* 1970), türkische Fernsehmoderatorin und Schauspielerin
- Lacina, Ferdinand (* 1942), österreichischer Politiker (SPÖ), Abgeordneter zum NationalratFerdinand Lacina (* 1942)

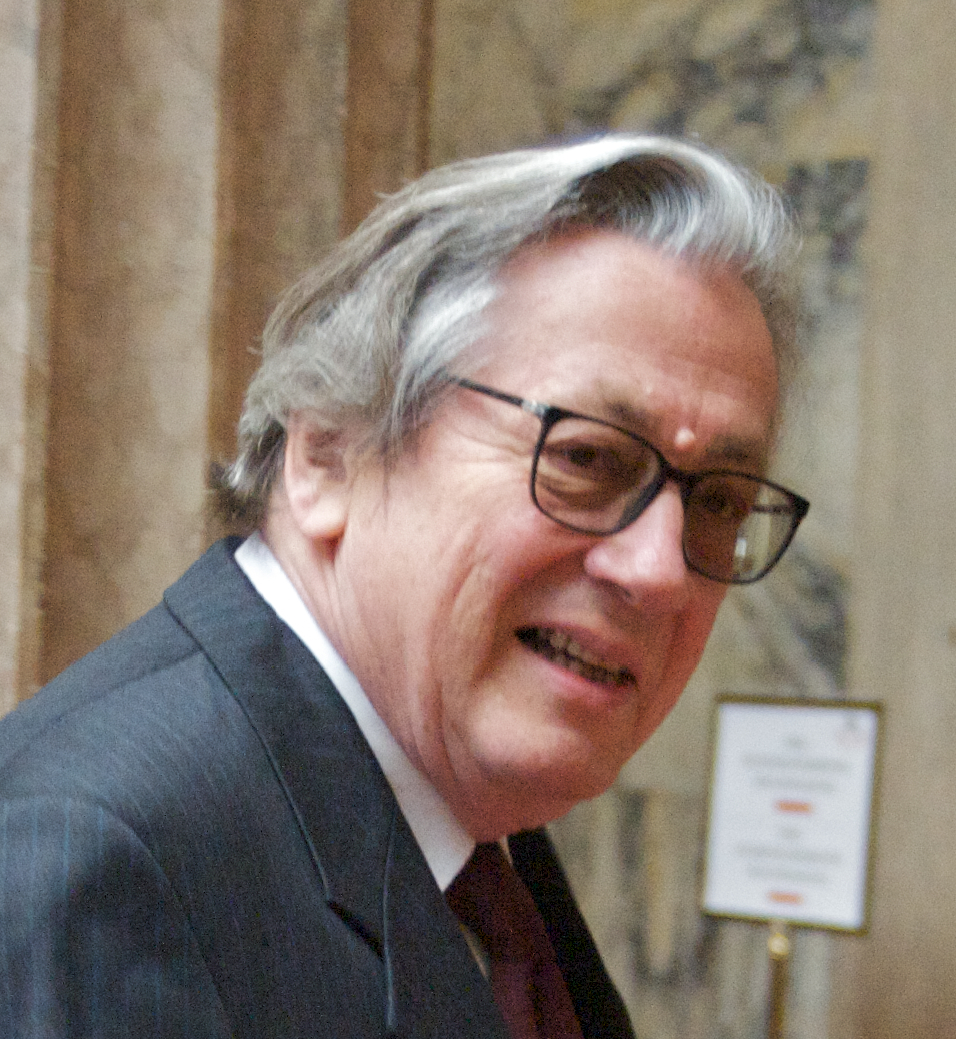
Ferdinand Lacina (* 1942)

- Lacina, Fritz (* 1924), deutscher Leichtathlet
- Lacina, Karl (* 1942), österreichischer Politiker (SPÖ), Bezirksvorsteher und Landtagsabgeordneter
- Lacina, Lubor (1920–1998), tschechischer Architekt und Hochschullehrer
- Lacina, Petr (* 1943), tschechischer Badmintonspieler
- Lacina, Vladek (* 1949), tschechoslowakischer Ruderer
- Lacina, Yvonne (* 1977), österreichische Fernsehmoderatorin und Journalistin
- Lacinová, Eva (* 1971), tschechische Badmintonspielerin
- Lacinová, Jitka (* 1969), tschechische Badmintonspielerin
- Laciny, Alice (* 1989), österreichische Entomologin
- Lācis, Asja (1891–1979), lettische Schauspielerin, Regisseurin und TheaterleiterinAsja Lācis (1891–1979)

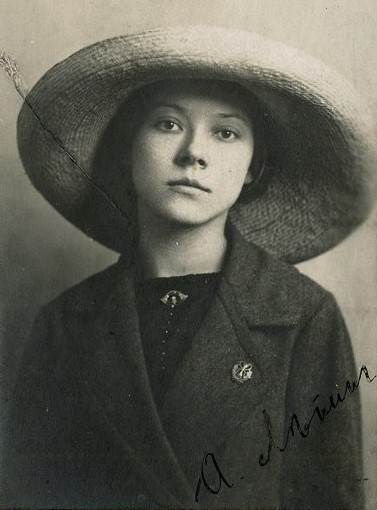
Asja Lācis (1891–1979)

- Lācis, Dzintars (1940–1992), lettischer Radrennfahrer
- Lācis, Vilis (1904–1966), lettischer Schriftsteller und Politiker der Sowjetzeit
- Lācis, Visvaldis (1924–2020), lettischer Publizist und ehemaliger Politiker
- Lacity, Mary (* 1963), US-amerikanische Wirtschaftsinformatikerin

### Lack
- Lack, Alfred (1924–2023), Schweizer Eishockeyspieler
- Lack, Christiane (* 1939), französische Filmeditorin
- Lack, David (1910–1973), britischer Ornithologe und Biologe
- Läck, Eddie (* 1988), schwedischer Eishockeytorwart
- Lack, Elizabeth (1916–2015), britische Ornithologin
- Lack, Hans Walter (* 1949), österreichischer Botaniker
- Lack, Hellfried (1928–2006), deutscher Möbel-Designer
- Lack, Peter, deutscher Radiomoderator, Musiker und DJ
- Lack, Rachel (* 1994), australische Softballspielerin
- Lack, Saskja (* 2000), Schweizer Freestyle-Skierin
- Lack, Simon (1805–1872), Schweizer Politiker und Richter
- Lack, Théodore (1846–1921), französischer Pianist und Komponist
- Lackas, Matthias (1905–1968), deutscher Buchhändler und Verleger
- Läckberg, Camilla (* 1974), schwedische SchriftstellerinCamilla Läckberg (* 1974)

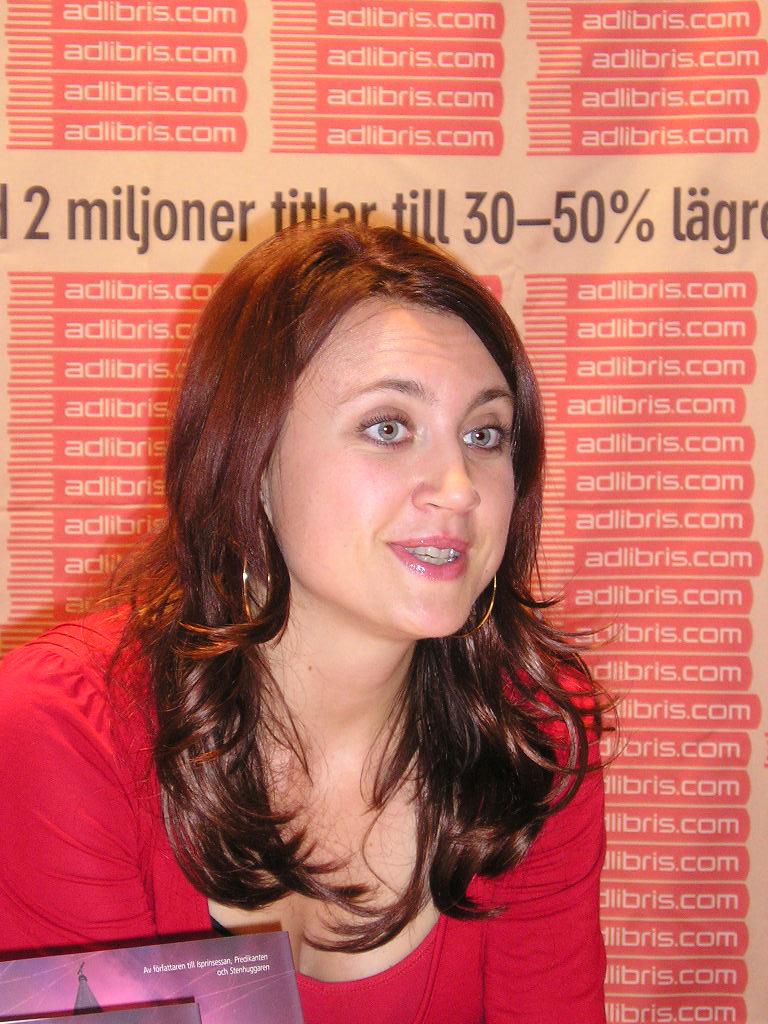
Camilla Läckberg (* 1974)

- Lackenbauer, P. Whitney (* 1974), kanadischer Neuzeithistoriker
- Lackenberger, Anita (* 1961), österreichische Historikerin und Filmemacherin
- Lackenby, Marc (* 1972), britischer Mathematiker
- Lackenmacher, Otto (1927–1988), deutscher Maler
- Lacker, Dietmar (* 1936), österreichischer Mittelstreckenläufer
- Lacker, Jeffrey M. (* 1955), US-amerikanischer Wirtschaftswissenschaftler und Zentralbanker
- Lackerschmid, Wolfgang (* 1956), deutscher Jazzmusiker, Bandleader und Komponist
- Lackey, Jim (1936–2013), US-amerikanischer Jazz-Schlagzeuger und Bandleader
- Lackey, Mercedes (* 1950), US-amerikanische Fantasy-Schriftstellerin
- Lackie, Ethel (1907–1979), US-amerikanische Schwimmerin
- Lackington, James (1746–1815), britischer Buchhändler
- Lackland, Frank (1884–1943), US-amerikanischer General im United States Army Air Corps der United States Army
- Lackmann, Adam Heinrich (1694–1754), deutscher Historiker und Hochschullehrer
- Lackmann, Heinrich (1927–2014), deutscher katholischer Theologe und Bibliothekar
- Lackmann, Laura (* 1979), deutsche Drehbuchautorin und FilmregisseurinLaura Lackmann (* 1979)

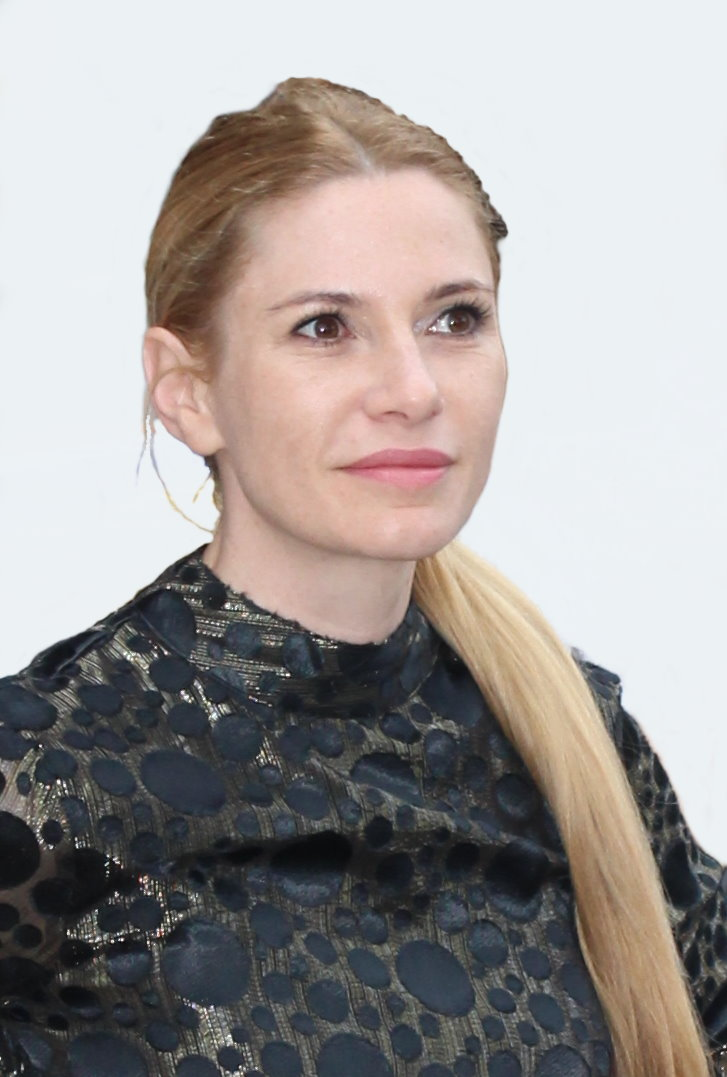
Laura Lackmann (* 1979)

- Lackmann, Max (1910–2000), deutscher evangelischer Theologe und Pädagoge, Widerstandskämpfer gegen den Nationalsozialismus
- Lackmann, Peter (1618–1686), Lübecker Kaufmann und Ratsherr
- Lackmann, Peter (1659–1713), deutscher evangelischer Theologe und geistlicher Lieddichter
- Lackmann, Thomas (* 1954), deutscher Feuilletonredakteur
- Lackner, Alice (* 1991), deutsche Sängerin der Stimmlage Mezzosopran
- Lackner, André (* 1991), deutscher Poolbillardspieler
- Lackner, Andreas († 1545), österreichischer Bildschnitzer
- Lackner, Andreas (* 1968), österreichischer Politiker (Grüne)
- Lackner, Bede K. (1927–2020), ungarischer Ordensgeistlicher und Kirchenhistoriker
- Lackner, Benny (* 1976), deutsch-amerikanischer Jazzmusiker (Keyboards, Komposition)
- Lackner, Bernhard (* 1981), österreichischer Bassist und Songwriter
- Lackner, Christian (* 1960), österreichischer Historiker und Diplomatiker
- Lackner, Daniel (* 1987), österreichischer Skispringer
- Lackner, Erich (1913–1992), deutscher Ingenieurwissenschaftler für Grund- und Wasserbau österreichischer Herkunft
- Lackner, Fabienne (* 1997), österreichische Politikerin (NEOS)
- Lackner, Franz (* 1956), österreichischer Ordensgeistlicher, römisch-katholischer ErzbischofFranz Lackner (* 1956)

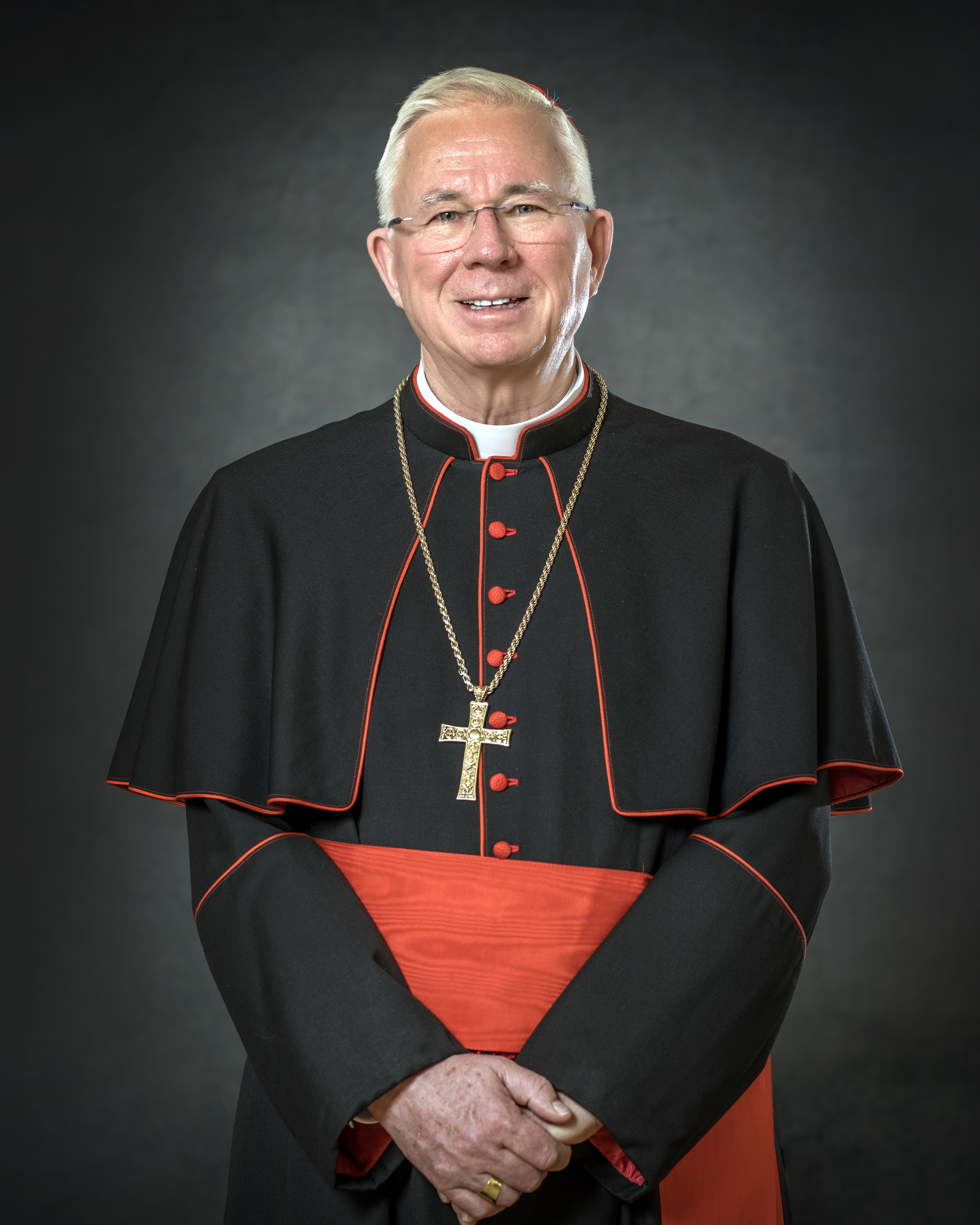
Franz Lackner (* 1956)

- Lackner, Franziska (1897–1975), österreichische Heimatforscherin sowie Lehrerin und Schuldirektorin
- Lackner, Friedrich (1876–1944), österreichischer Politiker (GdP), Abgeordneter zum Nationalrat
- Lackner, Hannes (* 1961), österreichischer Militärkapellmeister
- Lackner, Hans (1876–1930), österreichischer Theater- und Filmschauspieler
- Lackner, Hans (1928–2001), österreichischer Politiker (SPÖ)
- Lackner, Helmut (1954–2024), österreichischer Historiker
- Lackner, Herbert (* 1950), österreichischer Journalist
- Lackner, Hermann (1899–1984), österreichischer Tischler und Politiker (SPÖ), Landtagsabgeordneter, Abgeordneter zum Nationalrat
- Lackner, Hermann (* 1933), österreichischer Skilangläufer und Biathlet
- Lackner, Johann (1875–1927), österreichischer Politiker (CSP), Abgeordneter zum Nationalrat
- Lackner, Josef (1931–2000), österreichischer Architekt und Hochschullehrer
- Lackner, Josef (1937–2024), österreichischer Lehrer und Politiker (ÖVP), Abgeordneter zum Nationalrat
- Lackner, Karin, österreichische Psychologin und Hochschullehrerin
- Lackner, Karl (1917–2011), deutscher Jurist und Professor für Strafrecht
- Lackner, Karl (1921–2001), österreichischer Landwirt und Politiker, Landtagsabgeordneter der Steiermark und Bürgermeister von Donnersbach
- Lackner, Karl (* 1954), österreichischer Politiker (ÖVP), Landtagsabgeordneter
- Lackner, Klaus, deutscher Physiker
- Lackner, Manfred (* 1946), österreichischer Politiker (SPÖ), Abgeordneter zum Nationalrat
- Lackner, Mario R. (* 1978), österreichischer Schriftsteller
- Lackner, Marko (* 1972), österreichischer Jazz-Saxophonist und Bigband-Leader
- Lackner, Markus (* 1991), österreichischer Fußballspieler
- Lackner, Matthias (1835–1926), deutscher evangelischer Theologe, Pfarrer in Königsberg
- Lackner, Michael (* 1953), deutscher Sinologe
- Lackner, Michaela (* 1984), österreichische Mikrobiologin
- Lackner, Peter (1966–2018), österreichischer Komponist
- Lackner, Peter (* 1969), österreichischer Fußballspieler und -trainer
- Lackner, Richard (1919–2011), deutscher Bildhauer und Heimatforscher
- Lackner, Sabine (* 1967), deutsche Präsidentin der Bundesanstalt Technisches HilfswerkSabine Lackner (* 1967)

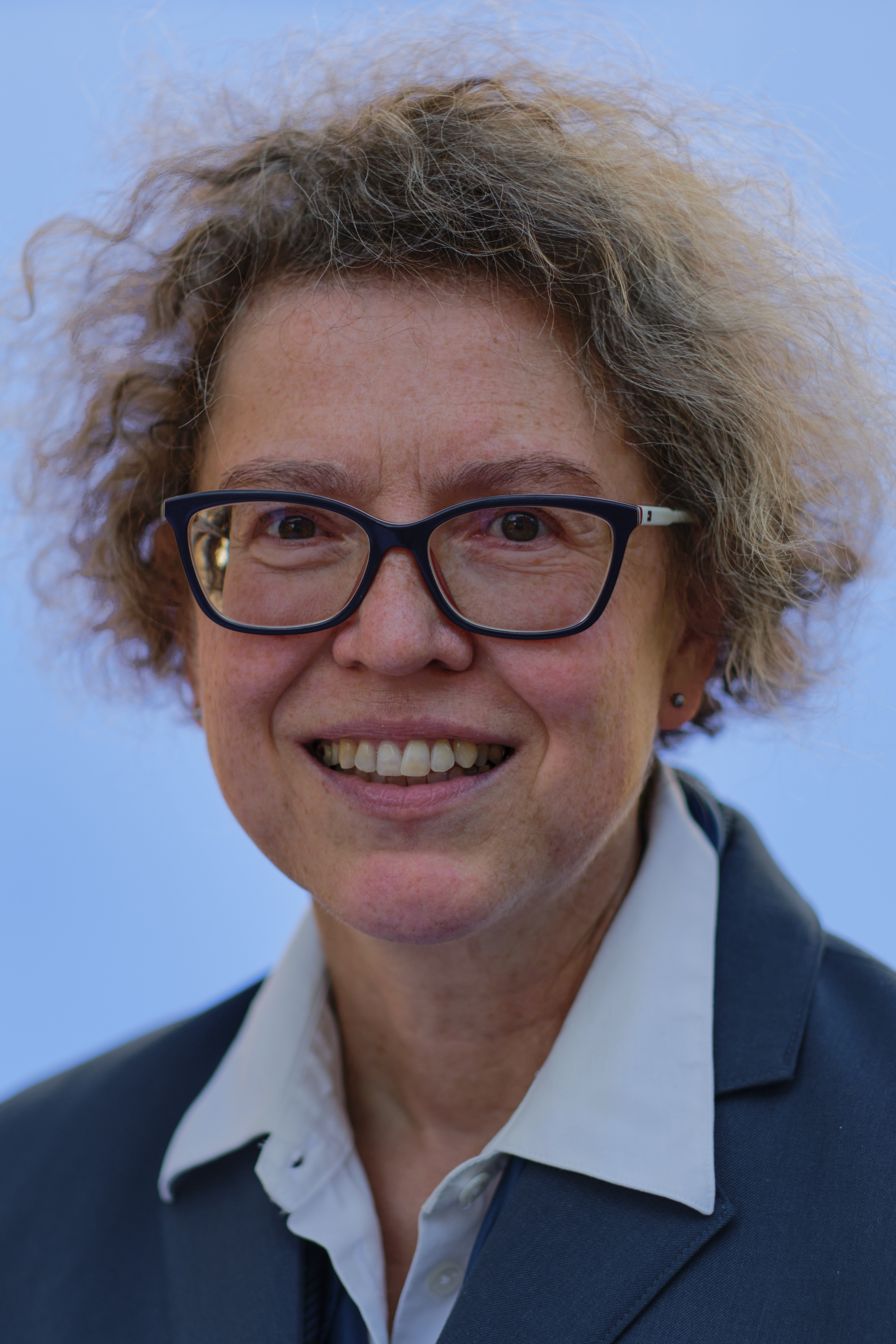
Sabine Lackner (* 1967)

- Lackner, Silke (* 1978), österreichische Politikerin (FPÖ), Landtagsabgeordnete
- Lackner, Stephan (1910–2000), deutschamerikanischer Autor, Kunstsammler und Freund Max Beckmanns
- Lackner, Susanne (* 1978), deutsche Wissenschaftlerin und Para-Ruderin
- Lackner, Tatjana (* 1970), österreichische Sprechtrainerin und Sachbuchautorin
- Lackner, Thomas (* 1993), österreichischer Skispringer
- Lackner, Ursula (* 1960), österreichische Politikerin (SPÖ)
- Lackner, Vinzenz (1909–1996), österreichischer Schuhmacher, Schlosser, Werksmeister, Betriebsrat und Politiker, Landtagsabgeordneter der Steiermark
- Lackner, Walter (1891–1976), deutscher Generalleutnant in der Luftwaffe der Wehrmacht während des Zweiten Weltkriegs
- Lackner-Gohari, Jaleh (* 1939), iranische Medizinerin und Frauenrechtlerin
- Lackner-Strauss, Gabriele (* 1953), österreichische Politikerin (ÖVP), Landtagsabgeordnete
- Lacko, Adam (* 1984), tschechischer Automobil- und LKW-Rennfahrer
- Lacko, Lukáš (* 1987), slowakischer Tennisspieler
- Lacko, Martin (* 1976), slowakischer Historiker
- Lacková, Elena (1921–2003), slowakische Romni, Schriftstellerin, Dramatikerin und Kinderbuchautorin
- Lacková, Hanka (* 1988), tschechische Unihockeyspielerin
- Lacková, Vera (* 1989), slowenische Romni-Filmproduzentin und Filmregisseurin
- Lacković, Blaženko (* 1980), kroatischer Handballspieler
- Lacković, Rade (* 1965), jugoslawischer Turbofolksänger
- Lacković, Stjepan I. († 1353), Ban von Kroatien, Slawonien und Dalmatien aus dem Hause Lacković
- Lacković, Stjepan II. († 1397), Ban von Kroatien und Dalmatien aus dem Hause Lacković
- Lacks, Henrietta (1920–1951), amerikanische Krebspatientin und Rechthaberin der HeLa-Zellen
- Lackschéwitz, Vanessa, deutsche Filmproduzentin

### Lacl
- Laclau, Ernesto (1935–2014), argentinischer PolitologeErnesto Laclau (1935–2014)

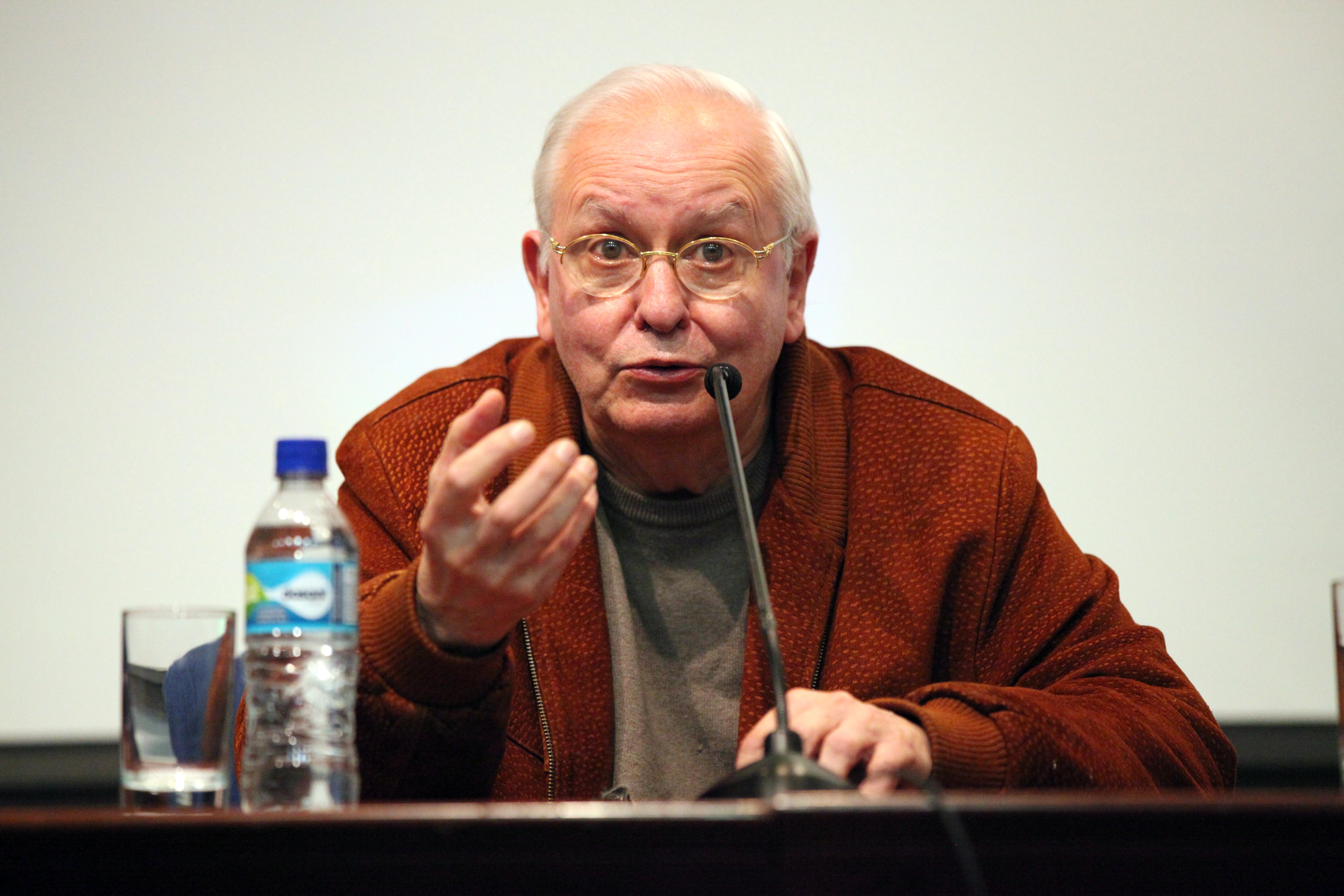
Ernesto Laclau (1935–2014)

- Laclavetine, Jean-Marie (* 1954), französischer Lektor, Schriftsteller und Übersetzer
- Laclotte, Marine (* 1991), französische Animationsfilmerin und Filmregisseurin

### Lacm
- Lacmann, Otto (1887–1961), deutscher Geodät und Hochschullehrer (Photogrammetrie)

### Lacn
- Lačný, Ľudovít (1926–2019), slowakischer Schachkomponist
- Lačný, Miloš (* 1988), slowakischer Fußballspieler

### Laco
- Laco, Gaius Iulius, spartanischer Dynast
- Laco, Ján (* 1981), slowakischer Eishockeytorwart
- Lacock, Abner (1770–1837), US-amerikanischer Politiker
- Lacognata, Héctor (1962–2023), paraguayischer Politiker
- Lacoin, Elisabeth (1907–1929), französische Jugendfreundin von Simone de Beauvoir
- Lacolle, Roger (1898–1973), französischer Radrennfahrer
- Lacombe, Albert (1827–1916), französisch-kanadischer katholischer Missionar
- Lacombe, Benjamin (* 1982), französischer Autor, Illustrator und Zeichner
- Lacombe, Bernard (1952–2025), französischer Fußballspieler
- Lacombe, Bertrand (* 1966), französischer Geistlicher, römisch-katholischer Erzbischof von Auch
- Lacombe, Brigitte (* 1950), französische Fotografin
- Lacombe, Claire (* 1765), französische Revolutionärin und Frauenrechtlerin
- Lacombe, François (1726–1795), französischer Romanist und Lexikograf
- Lacombe, Georges (1868–1916), französischer Bildhauer und Maler
- Lacombe, Georges (1902–1990), französischer Filmregisseur
- Lacombe, Jacques (* 1963), kanadischer Organist, Orchesterleiter und Dirigent
- Lacombe, Kevin (* 1985), kanadischer Radrennfahrer
- Lacombe, Louis (1818–1884), französischer Komponist
- Lacombe, Normand (* 1964), kanadischer Eishockeyspieler
- Lacombe, Paul (* 1990), französischer Basketballspieler
- Lacombe, Roland (1938–2011), französischer Radrennfahrer
- Lacomblet, Theodor Joseph (1789–1866), deutscher Historiker
- Laconi, Régis (* 1975), französischer Motorradrennfahrer
- Lacordaire, Jean Baptiste Henri (1802–1861), französischer Dominikaner, Prediger und TheologeJean Baptiste Henri Lacordaire (1802–1861)

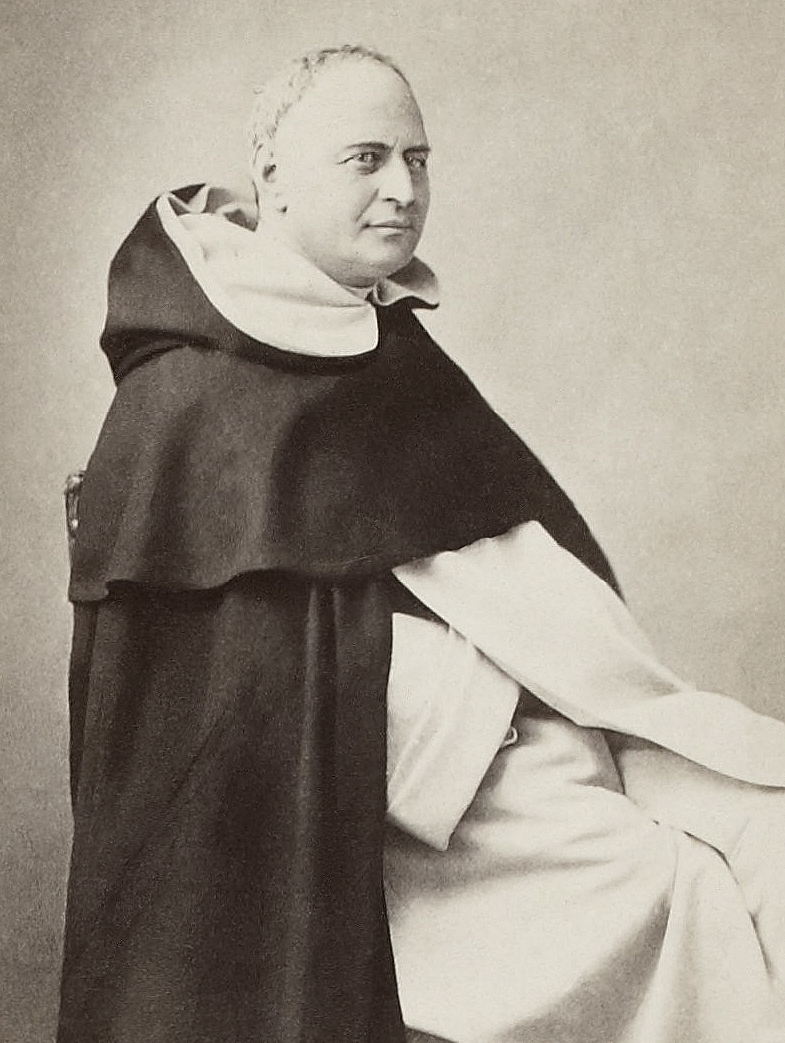
Jean Baptiste Henri Lacordaire (1802–1861)

- Lacordaire, Jean Théodore (1801–1870), belgischer Entomologe
- Lacore, Suzanne (1875–1975), französische Politikerin und Sozialistin
- Lacorte, Roberto (* 1968), italienischer Unternehmer, Segler und Autorennfahrer
- LaCosta, Dan (* 1986), kanadischer Eishockeytorwart
- LaCosta, Jan, russischer Hofnarr von Peter dem Großen
- Lacoste, Bernard (1931–2006), französischer Modeschöpfer und Unternehmer
- Lacoste, Carlos Alberto (1929–2004), argentinischer Politiker, Präsident
- Lacoste, Charles (1870–1959), französischer Maler
- Lacoste, Élie (1745–1806), französischer Arzt und Revolutionär
- Lacoste, Pablo (* 1988), uruguayischer Fußballspieler
- Lacoste, Paul-François (1755–1826), französischer Geistlicher, Naturforscher und Geologe
- Lacoste, Pierre (1924–2020), französischer Admiral, Direktor des Direction Générale de la Sécurité Extérieure (DGSE)
- Lacoste, René (1904–1996), französischer Tennisspieler und Modeschöpfer
- Lacoste, Robert (1898–1989), französischer Politiker (Parti socialiste)
- Lacoste, Sokhna (* 2000), französische Sprinterin senegalesischer Herkunft
- Lacoste, Vincent (* 1993), französischer SchauspielerVincent Lacoste (* 1993)

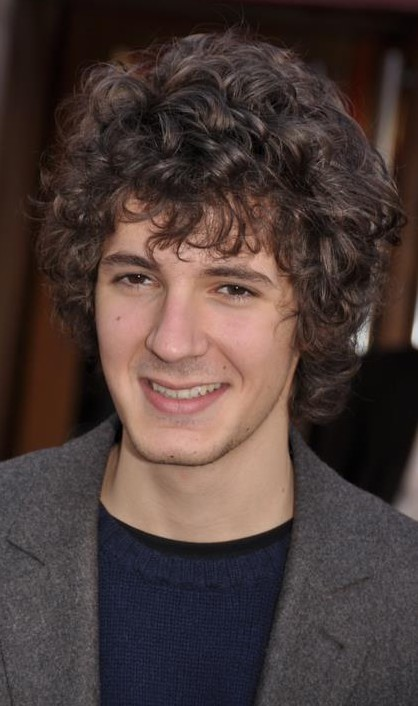
Vincent Lacoste (* 1993)

- Lacoste, Yves (* 1929), französischer Geograph und Theoretiker der Geopolitik
- Lacôte, René François, französischer Gitarrenbauer
- Lacôte, Thomas (* 1982), französischer Komponist und Organist
- Lacotte, Pierre (1932–2023), französischer Balletttänzer und Choreograf
- Lacoue-Labarthe, Philippe (1940–2007), französischer Philosoph, Literaturkritiker und Übersetzer
- Lacour, François (1907–1986), französischer Autorennfahrer
- Lacour, Guy (1932–2013), französischer Komponist und Professor
- Lacour, Hugo (1943–2017), französischer Bordellbetreiber und verurteilter Mörder
- Lacour, Laurent (* 1971), deutscher Designer, Unternehmer und Wissenschaftler in der Kommunikations- und Medienwirtschaft
- Lacour, Marcelle de (1896–1997), französische Cembalistin
- Lacour, Médéric (* 1983), neukaledonischer Fußballschiedsrichter
- Lacour, Rolf (1937–2018), deutscher Ringer
- Lacour-Gayet, Georges (1856–1935), französischer Historiker
- Lacourcière, Luc (1910–1989), kanadischer Ethnologe, Folklorist und Hochschullehrer
- Lacourse, Bob (1926–2013), kanadischer Radrennfahrer
- Lacourt, Camille (* 1985), französischer Schwimmer
- Lacourt, Jonathan (* 1986), französischer Fußballspieler
- LaCouture, Dan (* 1977), US-amerikanischer Eishockeyspieler
- Lacoux, Tom (* 2002), französischer Fußballspieler

### Lacq
- Lacquehay, Charles (1897–1975), französischer Radrennfahrer

### Lacr
- Lacrabère, Alexandra (* 1987), französische Handballspielerin
- Lacrampe, André (1941–2015), französischer Geistlicher, Erzbischof von Besançon
- Lăcraru, Ioan Marius (* 1953), rumänischer Geiger und Bratschist
- Lacretelle, Charles de (1766–1855), französischer Journalist, Historiker und Mitglied der Académie française
- Lacretelle, Jacques de (1888–1985), französischer Schriftsteller
- Lacretelle, Pierre-Louis de (1751–1824), französischer Politiker, Literat und Mitglied der Académie française
- Lacrim (* 1985), französischer Rapper
- Lacroix, Alexandre (* 1975), französischer Schriftsteller, Essayist und Journalist
- Lacroix, Alfred (1863–1948), französischer Mineraloge und Geologe
- Lacroix, Alphonse (1897–1973), US-amerikanischer Eishockeytorwart
- Lacroix, André (* 1945), kanadischer Eishockeyspieler
- Lacroix, Christian (* 1951), französischer ModeschöpferChristian Lacroix (* 1951)

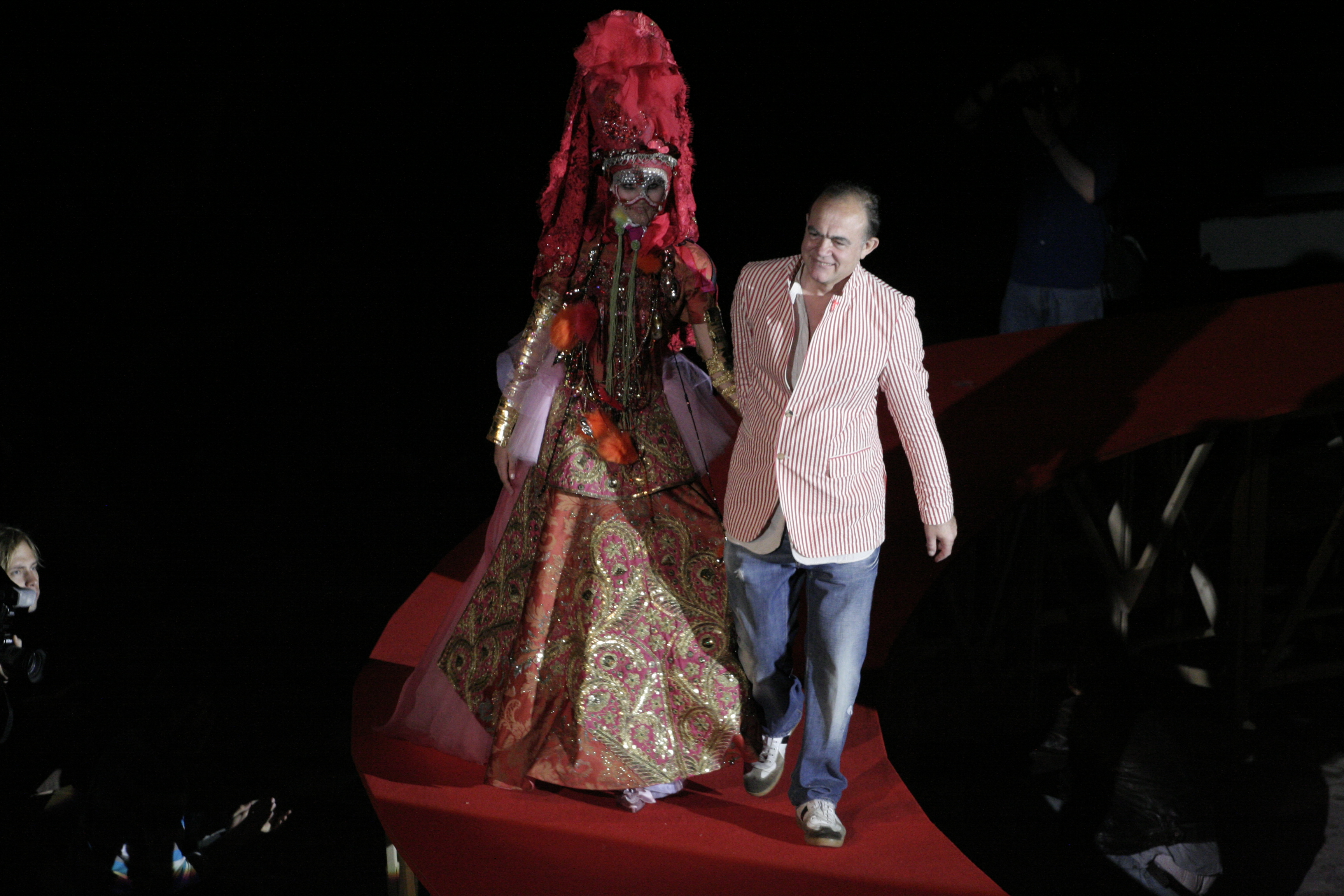
Christian Lacroix (* 1951)

- Lacroix, Claude (1944–2021), französischer Comiczeichner und Szenarist
- Lacroix, Claudius (1652–1714), deutscher Jesuit
- Lacroix, Éric (* 1971), kanadischer Eishockeyspieler
- Lacroix, Eugen (1886–1964), deutscher Koch und Unternehmer
- Lacroix, Fernand (1919–1994), kanadischer Ordensgeistlicher, römisch-katholischer Bischof von Edmundston
- Lacroix, Gérald Cyprien (* 1957), kanadischer Ordensgeistlicher, Erzbischof von Québec, Großprior des Ritterorden vom Heiligen Grab zu Jerusalem, Kardinal (ernannt)
- Lacroix, Henri (1895–1962), kanadischer Mundharmonikaspieler
- Lacroix, Jean (1884–1971), französischer Fechter
- Lacroix, Jean-Pierre (* 1960), französischer Diplomat und UN-Beamter
- Lacroix, Lenny (* 2003), französischer Fußballspieler
- Lacroix, Léo (* 1937), französischer Skirennläufer
- Lacroix, Léo (* 1992), Schweizer Fußballspieler
- Lacroix, Léon (1909–2016), belgischer Numismatiker und Klassischer Archäologe
- Lacroix, Léopold Victor de (1878–1948), französischer Diplomat
- Lacroix, Lexter (* 1962), chilenischer Fußballspieler
- Lacroix, Marc (1906–1976), kanadischer Ordensgeistlicher, römisch-katholischer Bischof von Churchill-Hudson Bay
- Lacroix, Maxence (* 2000), französischer FußballspielerMaxence Lacroix (* 2000)

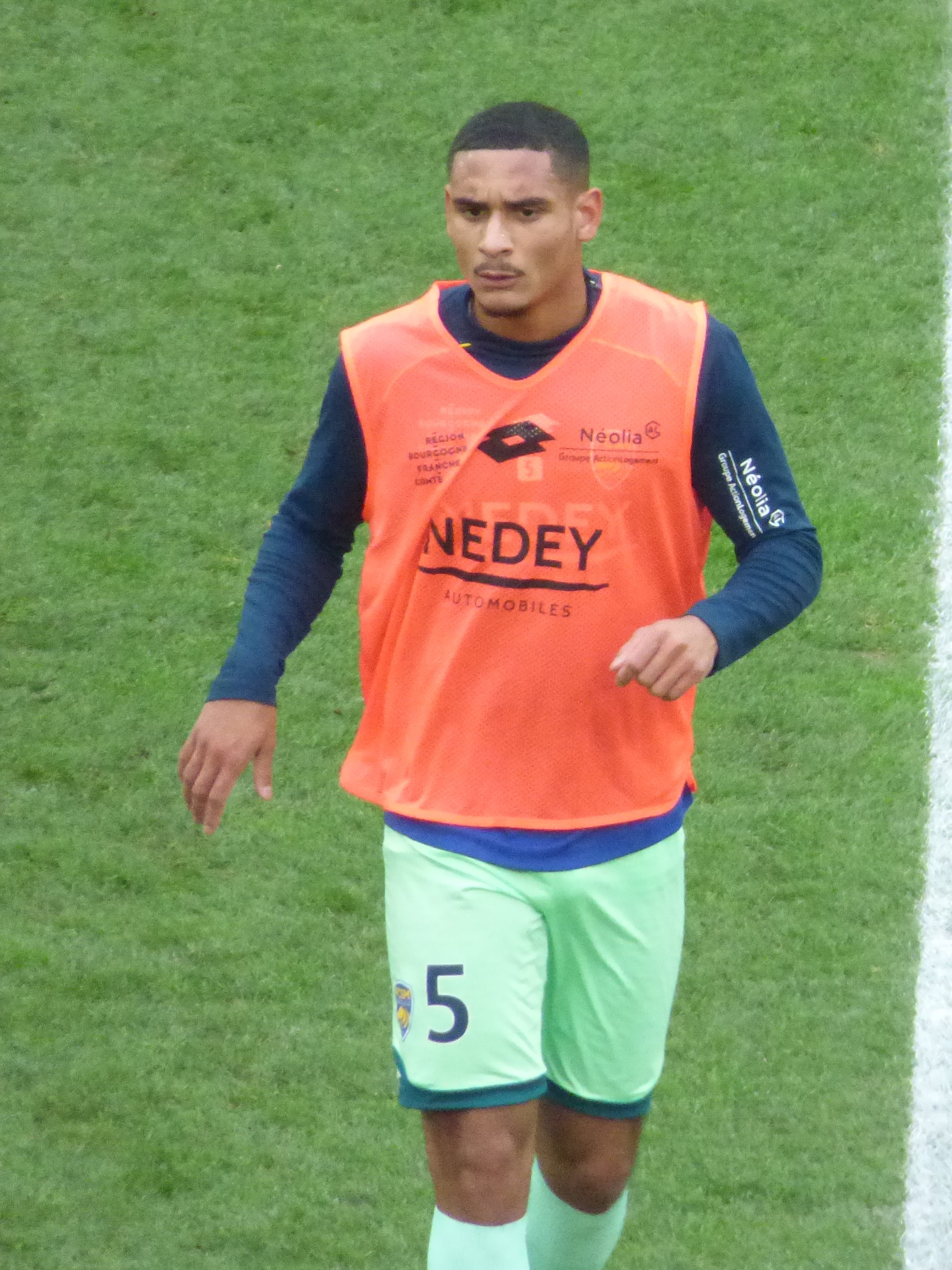
Maxence Lacroix (* 2000)

- Lacroix, Nadège (* 1986), Schweizer Schauspielerin
- Lacroix, Peter (1924–2010), deutscher Künstler
- Lacroix, Pierre (1948–2020), kanadischer Eishockeyfunktionär
- LaCroix, Remy (* 1988), US-amerikanische PornodarstellerinRemy LaCroix (* 1988)

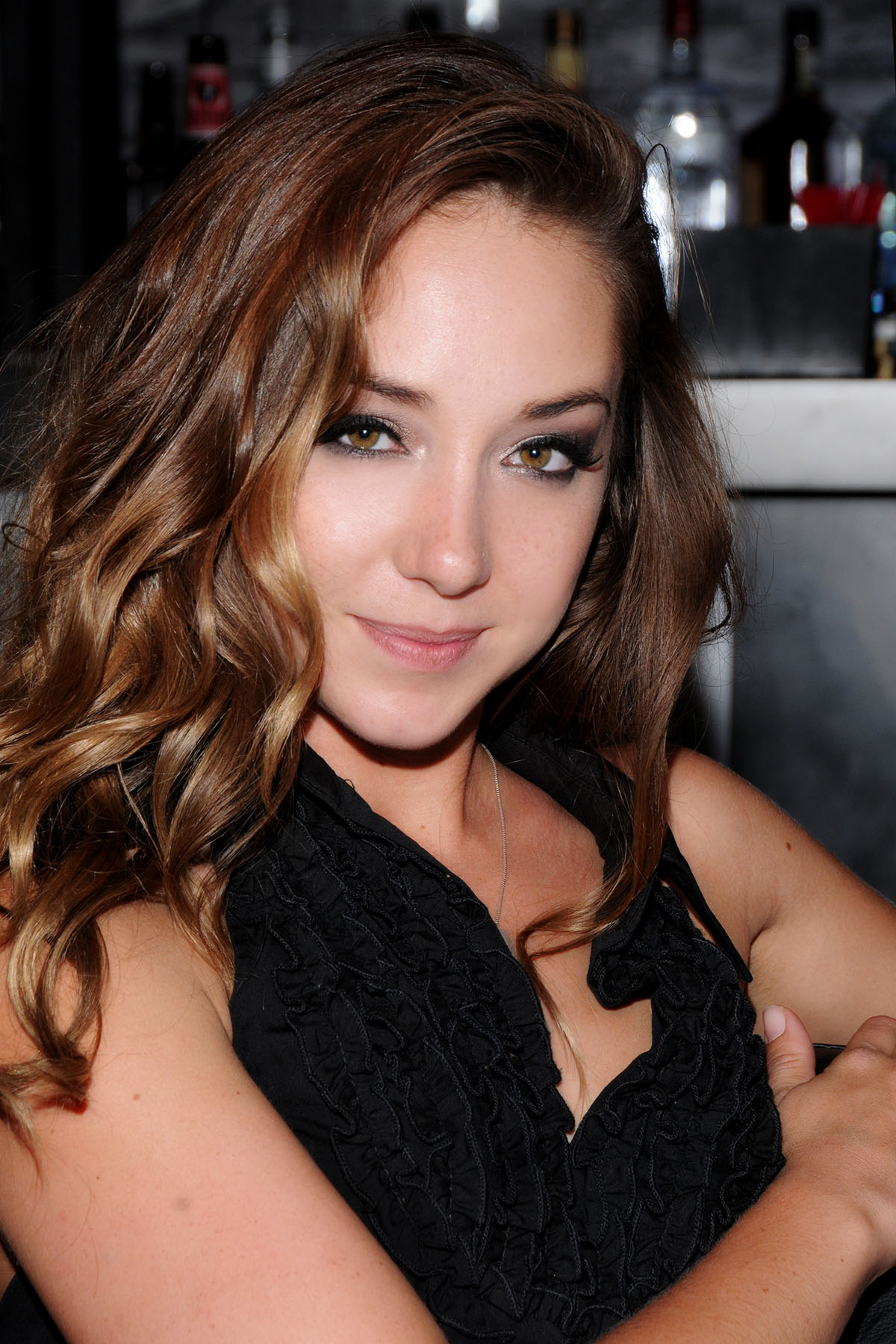
Remy LaCroix (* 1988)

- Lacroix, Roger (1928–2016), französischer Bauingenieur
- Lacroix, Sébastien (* 1983), französischer Nordischer Kombinierer
- Lacroix, Sylvestre-François (1765–1843), französischer Mathematiker
- Lacroix, Sylvie (* 1959), französische Flötistin
- Lacroix, Xavier (1947–2021), französischer Philosoph und römisch-katholischer Moraltheologe
- Lacroix-Riz, Annie (* 1947), französische Historikerin und Hochschullehrerin
- Lacrosse, Jean-Baptiste Raymond de (1760–1829), französischer Konteradmiral, Diplomat und Kolonialgouverneur
- Lacruna, Maria, osttimoresische Politikerin
- Lacruz, Enrico (* 1993), niederländischer Boxer
- Lacruz, Jesús María (* 1978), spanischer Fußballspieler

### Lacs
- Lacson, Panfilo (* 1948), philippinischer Politiker und Polizeikommandeur

### Lact
- Lactantius, lateinischer Rhetoriklehrer, christlicher Apologet und Kirchenvater
- Lactantius Placidus, spätantiker Kommentator

### Lacu
- Lacu, Wilhelm de († 1450), Abt des Klosters Auhausen
- Lacuée de Cessac, Jean-Girard (1752–1841), französischer General, Militärschriftsteller, Politiker und Mitglied der Académie française
- Lacuesta, Isaki (* 1975), spanischer Filmregisseur
- Lacueva, Felipe († 1897), uruguayischer Politiker
- Lacunza Maestrojuán, José Luis (* 1944), spanischer Ordensgeistlicher, Bischof von David
- Lacunza, Justo (1944–2024), spanischer katholischer Missionar, Islamwissenschaftler
- Lăcustă, Ștefan (1508–1540), Fürst der Moldau

### Lacy
- Lacy y Gautier, Luis de (1775–1817), spanischer Militär und Politiker
- Lacy y Witte, Francisco-Antonio de (1731–1793), spanischer General und Botschafter
- Lacy, Alice de (1281–1348), englische Adlige
- Lacy, Benjamin R. (1854–1929), US-amerikanischer Eisenbahner und Politiker
- Lacy, Butch (1947–2018), amerikanischer Jazzpianist und Komponist
- Lacy, DaVonté (* 1993), US-amerikanischer Basketballspieler
- Lacy, Ed (1911–1968), US-amerikanischer Schriftsteller
- Lacy, Eddie (* 1990), US-amerikanischer American-Football-Spieler
- Lacy, Edmund de, 2. Earl of Lincoln († 1258), englischer Adliger
- Lacy, Frank (* 1958), US-amerikanischer Jazzmusiker
- Lacy, Franz Moritz von (1725–1801), österreichischer Feldherr
- Lacy, Henry de, 3. Earl of Lincoln († 1311), englischer Magnat, Diplomat und Feldherr
- Lacy, Hugh de († 1186), normannischer Adliger
- Lacy, Hugh de, 1. Earl of Ulster (1176–1242), normannischer Adliger
- Lacy, Isabelle (* 2006), britische Tennisspielerin
- Lacy, Jake (* 1985), US-amerikanischer SchauspielerJake Lacy (* 1985)

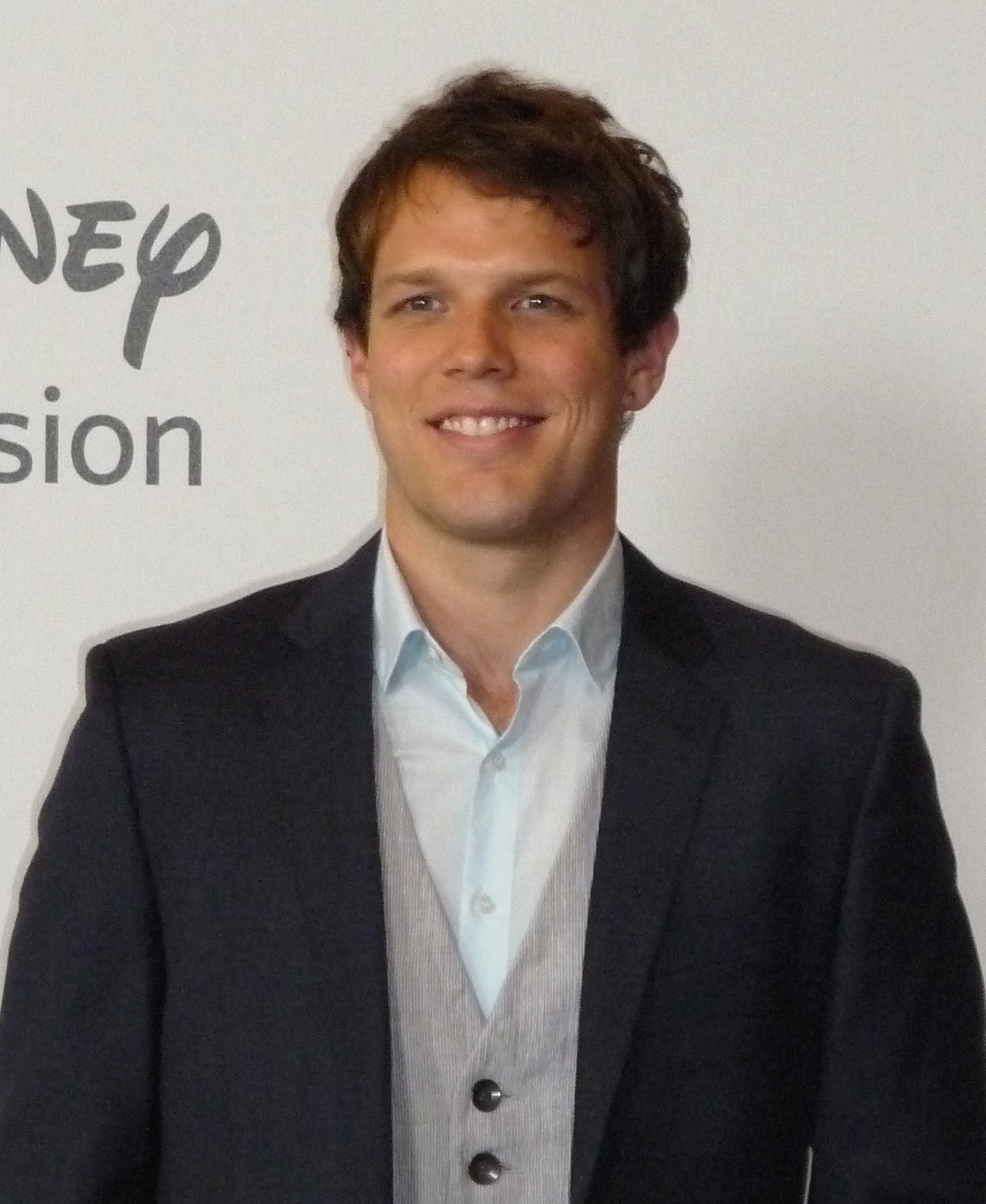
Jake Lacy (* 1985)

- Lacy, Jeff (* 1977), US-amerikanischer Boxer
- Lacy, Jennifer (* 1983), US-amerikanische Basketballspielerin
- Lacy, Jerry (* 1936), US-amerikanischer Schauspieler
- Lacy, John de, 1. Earl of Lincoln († 1240), englischer Magnat
- Lacy, Maud de (1223–1289), englische Adlige
- Lacy, Peter († 1375), englischer Geistlicher, Lordsiegelbewahrer (1367–1371)
- Lacy, Peter von (1678–1751), Marschall in russischen Diensten
- Lacy, Preston (* 1969), US-amerikanischer Schauspieler, Drehbuchautor und FilmproduzentPreston Lacy (* 1969)

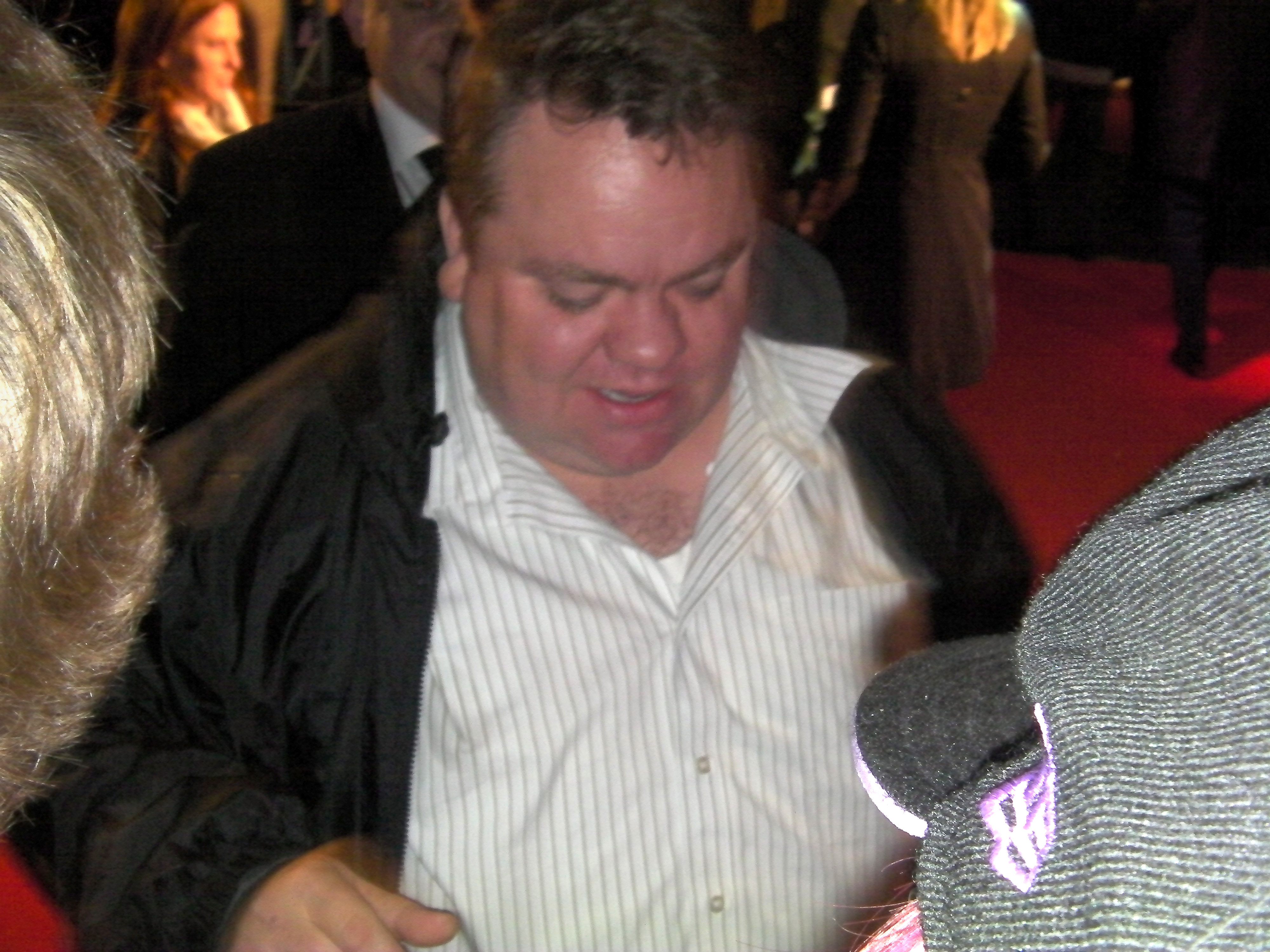
Preston Lacy (* 1969)

- Lacy, Roger de († 1211), anglonormannischer Adliger
- Lacy, Sterling Byrd (1882–1955), US-amerikanischer Politiker
- Lacy, Steve (1934–2004), amerikanischer Jazzmusiker und Sopransaxophonist
- Lacy, Steve (* 1998), US-amerikanischer Musiker
- Lacy, Suzanne (* 1945), US-amerikanische Künstlerin und Professorin
- Lacy, Walter de (1046–1085), normannischer Adliger, kam im Gefolge Wilhelm des Eroberers nach England

### Lacz
- Łącz, Laura (* 1954), polnische Film- und Theaterschauspielerin
- Laczkó, Dezső (1860–1932), ungarischer Geologe und Paläontologe
- Laczko, Guido (1966–2010), Schweizer Eishockeyspieler
- Laczkó, Zsolt (* 1986), ungarischer Fußballspieler
- Laczkovich, Miklós (* 1948), ungarischer Mathematiker
- Laczkovics, Axel (* 1946), österreichischer Herzchirurg
- Łączkowski, Paweł (* 1942), polnischer Politiker, Mitglied des Sejm
- Laczo, Matej (1939–1998), tschechoslowakischer Radrennfahrer